# 프랭클린 D. 루스벨트 행정부의 외교 정책
프랭클린 D. 루스벨트의 첫 번째 및 두 번째 임기와 세 번째 및 네 번째 임기 동안인 1933년부터 1945년까지 미국의 외교 정책은 프랭클린 D. 루스벨트가 개인적으로 통제했다. 그는 헨리 모건소 주니어, 섬너 웰스, 해리 홉킨스에게 크게 의존했다. 한편, 코델 헐 국무장관은 일상적인 업무를 처리했다. 루스벨트는 국제주의자였지만, 의회의 강력한 의원들은 미국이 유럽 전쟁에 휘말리지 않도록 더 고립주의적인 해결책을 선호했다. 1941년 12월 진주만 공격 이전에 상당한 긴장이 있었다. 이 공격은 고립주의자들을 전환시키거나 무의미하게 만들었다. 미국은 1941년 6월 독일이 소련을 침공한 후 소련에 대한 지원을 시작했다. 1941년 12월 미국이 전쟁을 선포한 후, 주요 결정은 루스벨트, 영국의 윈스턴 처칠, 소련의 이오시프 스탈린이 최고 수준에서 고위 보좌관들과 함께 내렸다. 1938년 이후 워싱턴의 정책은 일본에 대한 자금 및 석유 차단을 포함하여 일본과의 전쟁에서 중국을 돕는 것이었다. 유럽에 대해서는 고립주의가 강력했지만, 미국 대중과 엘리트의 의견은 일본에 강력히 반대했다.
1930년대는 미국에서 고립주의가 절정에 달했던 시기였다. 루스벨트 첫 임기의 주요 외교 정책은 굿 네이버 정책으로, 미국은 라틴아메리카 문제에 대해 불개입적 입장을 취했다. 1930년대 후반에 나치 독일, 일본, 이탈리아이 다른 나라들에 대해 공격적인 행동을 취하면서 외교 정책 문제가 전면에 부상했다. 미국이 해외 분쟁에 휘말릴 것이라는 두려움에 대응하여 의회는 교전국과의 무역을 금지하는 일련의 법률인 1930년대 중립법을 통과시켰다. 일본이 중국을 침공하고 독일이 폴란드를 침공한 후, 루스벨트는 중국, 영국, 그리고 프랑스에 원조를 제공했지만, 여론은 군사력 사용에 반대했다. 1940년 6월 프랑스 함락 이후, 루스벨트는 영국에 대한 원조를 늘리고 항공력 증강을 매우 신속하게 시작했다. 1940년 대통령 선거에서 루스벨트는 자신의 외교 정책을 크게 비판하지 않은 국제주의자 공화당원 웬들 윌키를 물리쳤다.
취임 후 첫 두 임기와는 달리, 루스벨트의 세 번째와 네 번째 임기는 전쟁 문제에 집중되었다. 루스벨트는 독일과 일본에 맞서 싸우는 동맹국들을 돕기 위해 고안된 무기대여법 프로그램의 의회 승인을 얻었다. 독일이 소련에 선전포고한 후, 루스벨트는 소련에도 무기대여법을 확대했다. 아시아에서는 일본군의 성공적인 침공에 저항하고 있던 중화민국에 원조를 제공했다. 1941년 7월 일본의 프랑스령 인도차이나 남부 점령에 대응하여 루스벨트는 일본에 대한 무역 금수 조치를 확대했다. 석유 수출을 재개하려 시도한 후, 일본은 진주만에 주둔한 미군 함대에 공격을 감행했다. 미국은 일본, 독일, 이탈리아의 선전포고에 의회가 맞대응하면서 1941년 12월 교전국이 되었다. 주요 연합국은 미국, 영국, 소련, 그리고 (관습적으로) 중국이었다. 연합국은 유럽 우선 전략에 동의했지만, 실제로는 1943년 이전에는 미국의 전쟁 노력이 일본에 집중되었다.
영국과 미국은 1942년 말 북아프리카 침공으로 독일에 대한 작전을 시작했고, 1943년 5월에 결정적인 승리를 거두었다. 한편, 미국은 미드웨이 해전에서 일본에 결정적인 승리를 거두고 태평양에서 섬 건너뛰기 작전을 시작했다. 1943년, 연합국은 이탈리아를 침공하고 섬 건너뛰기 전략을 계속 추구했다. 주요 연합국 지도자들은 1943년 테헤란 회담에서 만나 전후 계획을 논의하기 시작했다. 윌슨주의의 정신을 계승하여, 루스벨트는 전후 최우선 과제로 폐지된 국제연맹을 대체할 유엔의 설립을 추진했다. 루스벨트는 이것이 워싱턴, 모스크바, 런던, 베이징에 의해 통제될 것이며, 이 빅 4가 모든 주요 세계 문제를 해결할 것이라고 기대했다. 1945년 4월 루스벨트가 사망할 무렵, 독일과 일본은 빠르게 붕괴하고 있었다. 둘 다 곧 항복했고 해리 S. 트루먼 행정부의 외교 정책의 책임이 되었다.

## 첫 번째 임기 외교 정책
루스벨트가 취임했을 때 그의 외교 정책 접근 방식은 네 가지 기본 원칙을 기반으로 했다. 아서 M. 슐레진저 2세가 설명했듯이:
하나는 TR의 [시어도어 루스벨트의] 세계 권력 균형 보존에 대한 믿음이었다. 두 번째는 평화를 유지하기 위한 협력적인 국제 행동에 대한 윌슨의 꿈이었다. 세 번째는 평화와 정치적 협력이 국가 간의 상업적 조화에 달려 있으며, 따라서 자유 무역 세계가 필요하다는 확신이었다. 네 번째 원칙은 민주주의에서 국내 동의에 외교 정책을 기반으로 하는 것이 필수적이라는 것이었다. 처음 세 가지 원칙은 불가피하게 네 번째 원칙에 의해 제한되고 타협되었다.
제1차 세계 대전에서 해군 차관보를 역임한 루스벨트는 해군 문제에 대한 깊은 이해를 가지고 있었고 많은 고위 장교들을 알고 있었다. 그는 해군 문제에 대한 정보를 계속 업데이트했으며 해군 우위의 필요성에 대한 앨프리드 세이어 머핸의 교리를 높이 평가했다.

### 굿 네이버 정책과 무역
루스벨트의 첫 취임 연설은 외교 정책에 단 한 문장만 할애했는데, 이는 그의 첫 임기 동안 국내 문제에 초점을 맞췄음을 나타낸다. 루스벨트 첫 임기의 주요 외교 정책은 그가 "굿 네이버 정책"이라고 부른 것으로, 캘빈 쿨리지와 허버트 후버가 시작한 라틴아메리카에 대한 불개입 정책을 계속했다. 미국군은 아이티에서 철수했고, 파나마와의 새로운 조약은 파나마의 보호령 지위를 종료하면서도 파나마 운하 지대에 대한 미국의 통제권을 유지했다. 루스벨트는 쿠바에서 손을 떼고 싶어 했지만, 그의 첫 대사인 섬너 웰스는 쿠바 대통령 선출 문제에 얽혔다. 1933년 말까지 루스벨트는 제퍼슨 캐프리를 새로운 대사로 임명했다. 1934년 1월, 캐프리의 승인을 받은 카를로스 멘디에타는 워싱턴에 의해 신속하게 인정되는 정부를 구성했다. 미국은 이후 개입을 중단했고, 1934년 풀헨시오 바티스타에 의해 전복되었을 때도 항의하지 않았다.
1933년 12월, 루스벨트는 몬테비데오 협약에 서명하여 라틴아메리카 국가들의 내정에 일방적으로 개입할 권리를 포기했다. 아이티에서 미군이 철수한 후, 카리브해에 남아있는 유일한 미군은 파나마 운하 지대와 관타나모만 해군기지에 주둔했다. 1934년, 의회는 코델 헐의 핵심 프로그램인 상호 관세법을 제정했다. 이 법은 대통령이 다른 나라들과 상호 무역 조약을 협상할 수 있도록 허용했다. 다음 6년 동안, 미국은 주로 라틴아메리카에 있는 21개국과 협정을 체결하여 관세 수준을 크게 낮추었다. 상호 관세와 새로운 수출입 은행 덕분에 1931년에서 1941년 사이에 미국과 라틴아메리카 간의 무역은 세 배 이상 증가했다.

#### 멕시코
멕시코 혁명 장군 라사로 카르데나스 델 리오의 대통령 재임 기간 동안, 석유를 둘러싼 논란이 다시 불거졌다. 스탠더드 오일은 멕시코에 막대한 투자를 했으며, 석유 노동자들과 회사 간의 분쟁은 멕시코 법원 시스템을 통해 해결될 예정이었다. 그러나 분쟁은 확대되었고, 1938년 3월 18일, 카르데나스는 헌법적 권한을 사용하여 멕시코 내 외국 석유 이권을 몰수하고 국영 페트롤레오스 멕시카노스(PEMEX)를 설립했다. 대공황 기간 동안 실업률이 매우 높았기 때문에, 워싱턴은 멕시코인 본국 송환으로 알려진 멕시코인들을 미국에서 추방하는 프로그램을 시행했다.
카르데나스 대통령 재임 기간 동안, 1934년부터 1940년까지 멕시코는 300명의 미국인이 소유한 300만 에이커의 농지를 몰수했다. 그 가치는 1900만 달러에서 1억 200만 달러 사이로 논란이 있었지만, 아무것도 지불되지 않았다. 루스벨트는 1938년에 이 문제를 조용히 해결했다. 그는 무역을 방해하지 않기 위해 멕시코의 농지 분쟁에 적극적으로 개입하기를 거부했다. 그는 조지퍼스 대니얼스 대사와 마찬가지로 카르데나스의 농업 개혁 프로그램에 공감했지만, 헐 국무장관은 반대했다. 미국 가톨릭 신자들—뉴딜 연합의 주요 구성원—은 멕시코의 반가톨릭주의에 분노했다. 대니얼스 대사는 멕시코 정부가 갈등을 최소화하는 것이 필수적이라고 설득하기 위해 조용히 노력했다. 마침내 1941년, 멕시코는 석유 문제를 제외하고 1910년대 미국 토지 손실에 대해 4천만 달러를 지불하기로 합의했다.
진주만 공격 이후 관계는 훨씬 좋아졌다. 멕시코는 중립을 포기했다. 양국은 일본의 위협에 대한 바하칼리포르니아반도 방어에 초점을 맞춘 멕시코-미국 방위 위원회를 설립했다. 1942년 6월 1일, 멕시코는 독일, 이탈리아, 일본에 선전포고했다. 8월에는 브라세로 프로그램이 시작되었고, 9월 말에는 첫 75,000명의 농업 노동자들이 캘리포니아에 도착했다. 꾸준한 노동력 공급은 전시 수요를 충족시키기 위한 캘리포니아의 농업 생산량 확장에 필요한 노동력을 제공했다. 콜로라도강 수자원 문제와 같은 다른 문제들도 1944년 2월 멕시코의 수자원 수요를 충족시키는 조약으로 해결되었다.

### 소련 승인
1920년대 후반에 소련은 더 이상 유럽 문제에서 버림받은 존재가 아니었으며, 대부분의 국가와 정상적인 외교 및 무역 관계를 맺고 있었다. 1933년까지 공산주의 위협에 대한 미국의 오래된 두려움은 사라졌고, 경제계와 신문 편집자들은 외교적 승인을 요구하고 있었다. 루스벨트는 소련과의 대규모 무역을 열망했고, 오래된 차르 시대의 부채 상환을 기대했다. 소련이 스파이 활동에 참여하지 않을 것이라고 약속한 후, 루스벨트는 1933년에 대통령 권한을 사용하여 관계를 정상화했다. 이 조치에 대한 불만은 거의 없었다. 그러나 부채 문제에 대한 진전은 없었고, 크렘린은 적극적인 스파이 프로그램을 시작했다. 많은 미국 기업들은 대규모 무역에서 보너스를 기대했지만, 이는 결코 실현되지 않았다. 역사가 저스터스 D. 돈케와 마크 A. 스톨러는 "두 나라는 곧 이 합의에 실망했다"고 언급했다.

### 고립주의

#### 국제 사법 재판소 거부
미국은 세계 법원(World Court)으로 알려진 "상설국제법원"을 설립하는 데 중요한 역할을 했다. 윌슨, 하딩, 쿨리지, 후버 대통령은 회원국 가입을 지지했지만 상원에서 조약에 대한 2/3 다수를 얻지 못했다. 루스벨트도 회원국 가입을 지지했지만, 우선순위를 높게 두지는 않았다. 허스트 신문과 찰스 코글린 신부가 주도한 주권 상실 문제에 대한 반대가 거세었다. 미국은 결코 가입하지 않았다. 세계 법원은 1945년에 국제사법재판소로 대체되었지만, 1944년의 코널리 수정안은 미국이 그 결정에 따르기를 거부할 권리를 유보했다. 마가렛 A. 라그는 이것이 법원의 힘을 약화시키고, 국제법의 옹호자로서 미국의 이미지를 손상시켰으며, 상원에 유보 권한을 부여함으로써 발생하는 문제를 예시한다고 주장한다.

#### 중립법이 침략에 대한 대응을 막다
루스벨트는 독일에서 히틀러가 집권한 지 몇 주 만에 취임했으며 새로운 나치 정권의 공격적인 성격을 빠르게 인식했다. 그는 제네바 주재 미국 대표에게 평화가 위협받을 경우 미국이 평화를 회복하기 위한 다른 국가들의 집단적 노력에 협력할 의향이 있다고 말했다. 그러나 의회는 즉시 이 제안을 거부했는데, 이는 침략국에 대한 무기 선적 금수 조치가 침략의 희생자들에게도 동등하게 적용되어야 한다고 요구했기 때문이다. 1930년대 중반의 중립법은 대통령이 침략자와 희생자를 차별하는 것을 금지했으며, 이는 루스벨트가 침략에 맞서 행동하는 것을 사실상 방해했다. 의회가 국제사법재판소 가입 제안을 거부했을 때, 그는 "오늘날 솔직히 말해서, 모든 곳에서 바람이 우리에게 불리하게 불고 있다"고 언급했다.
1930년대는 미국 고립주의의 절정이었다. 미국은 비개입주의의 오랜 전통을 가지고 있었지만, 1930년대의 고립주의자들은 전례 없는 정도로 미국을 세계 문제에서 벗어나게 하려 했다. 고립주의 정서는 국내 문제에 집중하려는 열망, 제1차 세계 대전과 미상환 전쟁 부채에 대한 비통함, 그리고 은행가들(로스차일드 가문처럼 유대인인 경우가 많았음)과 군수품 제조업자들이 이윤을 얻기 위해 미국을 유럽 전쟁에 개입시키려 한다는 두려움에서 비롯되었다. 여론은 유럽에서 커져가는 위기 상황에 대해 강한 무관심과 개입을 꺼리는 태도를 보였다. 고립주의적 분위기에 반응하여, 루스벨트는 1930년대에 국제연맹 가입에 대한 자신의 이전 지지를 언급하지 않았다. 윌슨의 실수를 교훈 삼아, 루스벨트는 고립주의적 정서를 자극하는 것을 피했다. 그는 특히 조지 W. 노리스, 로버트 라폴레트 주니어, 하인럼 존슨, 윌리엄 보라와 같은 진보적 공화당 상원의원들과 충돌하기를 꺼려했는데, 이들은 모두 그의 국내 정책을 지지하면서도 고립주의를 따르라고 요구했다. 고립주의 운동은 1934-36년에 나이 위원회의 청문회를 통해 그들의 음모론을 극적으로 선전했는데, 이 위원회는 미국이 제1차 세계 대전에 참전하도록 부추긴 기업 이익의 역할을 조사했다.

### 해군 확장
루스벨트는 제1차 세계 대전 동안 사실상 해군을 민간 통제 아래 두었던 해군 차관보였다. 그는 많은 고위 장교들을 알고 있었고, 해군 확장을 강력히 지지했다. 1934년 빈슨-트래멜법은 해군을 조약으로 허용된 최대 규모로 만들기 위한 정규 함정 건조 및 현대화 프로그램을 수립했다. 해군 군축 조약은 기지에도 적용되었지만, 의회는 웨이크섬, 미드웨이섬, 더치하버에만 수상비행기 기지 건설을 승인하고 괌과 필리핀에 추가 기지 건설 자금은 거부했다. 해군 함정은 더 긴 항해 시간과 작전 반경을 고려하여 설계되어 기지로부터 더 멀리 떨어진 곳에서도 작전할 수 있고 재정비 간격을 늘릴 수 있었다.
미국 해군은 미국령 필리핀에 주요 해군 기지를, 중국 양쯔강에 소형 강정들을 주둔시켜 극동에 주둔했다. 1937년 12월 12일, 포함 USS 파나이가 일본 제국 육군 항공대 항공기에 의해 폭격당하고 기관총 사격을 받았다. 워싱턴은 일본의 사과와 보상을 신속히 받아들였다.
1936년 해군법은 1921년 이후 처음으로 새로운 전함 건조를 승인했고, USS 노스캐롤라이나는 1937년 10월에 기공되었다. 제2차 빈슨법은 해군 규모를 20% 늘리도록 승인했으며, 1940년 6월에는 양면 해군법이 해군을 11% 확장하도록 승인했다. 해군작전부장 해럴드 레인스포드 스타크는 약 200척의 추가 함정을 포함하여 70% 증강을 요청했으며, 이는 의회에서 한 달도 안 되어 승인되었다. 1940년 9월, 구축함 대 기지 협정은 영국에 제1차 세계 대전 시대의 절실히 필요한 구축함을 제공하고, 그 대가로 미국이 영국 기지를 사용할 수 있도록 했다.

### 악화되는 국제 상황
1930년대 대공황은 전 세계적인 경제난, 급격한 무역 감소, 민주주의의 광범위한 후퇴를 가져왔다. 대신 권위주의 정부의 급증, 경제 자급자족, 그리고 특히 독일과 일본의 공격적인 위협이 나타났다. 미국의 대응은 국제 정치, 경제, 군사 개입으로부터의 후퇴였다.
1931년, 일본 제국은 만주를 침공하고 만주국이라는 괴뢰정권을 세웠다. 일본은 수십만 명의 식민주의자들을 만주로 보냈는데, 만주는 일본에서 부족한 원자재와 농업 자원을 보유하고 있었다. 미국과 국제연맹 모두 침공을 비난했지만, 어떤 강대국도 일본을 이 지역에서 몰아내려 하지 않았고, 일본은 제국을 더욱 확장할 준비가 되어 있는 듯 보였다. 서구 열강에 대한 직접적인 도전으로 일본은 아마우 독트린을 선포했는데, 이는 동아시아의 질서를 유지할 책임은 일본만이 가지고 있다는 것이었다. 1933년, 아돌프 히틀러와 국가사회주의 독일 노동자당이 독일에서 집권했다. 처음에는 미국 내 많은 사람들이 히틀러를 코믹한 인물로 생각했지만, 히틀러는 빠르게 권력을 공고히 하고 베르사유 조약에 의해 수립된 전후 질서를 공격했다. 그는 아리아인 우월주의의 인종주의 교리를 설파했으며, 그의 주요 외교 정책 목표는 독일 동쪽에 영토를 확보하여 독일인들로 재정착시키는 것이었다.
1935년까지 외교 문제는 더욱 두드러진 이슈가 되었다. 베니토 무솔리니가 이끄는 파시즘 정권 하의 이탈리아는 에티오피아 제국|에티오피아를 침공하여 국제적인 비난을 받았다. 이에 대응하여 의회는 일련의 중립법 중 첫 번째 법안을 통과시켰다. 1935년 중립법은 루스벨트에게 특정 외국 전쟁의 모든 교전국에 대해 무기 금수 조치를 부과하도록 의무화했으며, 대통령에게 어떠한 재량권도 남기지 않았다. 루스벨트는 1935년 중립법과 그 후속 법안에 개인적으로 반대했지만, 국내 의제를 위한 정치적 자본을 보존하기 위해 법안에 서명했다. 1936년, 독일과 일본은 방공 협정을 체결했지만, 결코 전략을 조율하지는 않았다. 같은 해, 독일과 이탈리아는 로마-베를린 추축 협정을 통해 약한 동맹을 형성했다. 루스벨트는 이러한 신흥 강대국들이 제기하는 위협을 보았지만, 대통령 재임 초반에는 대신 미국 경제 회복에 집중했다. 한편 히틀러와 다른 세계 지도자들은 미국이 세계 문제에 개입하기를 꺼릴 것이라고 믿었다. 그들은 미국의 라틴아메리카 철수, 중립법, 그리고 10년의 전환 기간 후에 필리핀에 독립을 약속한 1934년 필리핀 독립법을 미국 고립주의의 강도를 나타내는 지표로 보았다.
1936년 7월, 스페인 내전이 좌익 공화파 정부와 프란시스코 프랑코 장군이 이끄는 우익 국민파 반군 사이에 발발했다. 영국과 프랑스는 중립을 유지했으며, 주요 강대국들이 양측에 대한 무기 금수 조치에 동의하도록 노력했다. 그들과 연대하여 루스벨트는 1937년 1월에 의회에 비차별적인 무기 금수 조치를 권고했고, 거의 만장일치로 승인을 얻었다. 루스벨트는 개인적으로는 공화파를 지지했지만, 스페인 위기가 전면적인 유럽 전쟁으로 확대될 것을 우려했으며, 다른 민주주의 국가들과 협력하여 분쟁을 억제했다. 그는 또한 자신의 연합의 핵심 요소인 미국 가톨릭 신자들을 소외시키고 싶어 하지 않았다. 가톨릭 지도자들은 대부분 프랑코를 지지했다. 1938년 봄까지 히틀러와 무솔리니가 프랑코를 돕고 있음이 분명해지자, 루스벨트는 스페인 정부에 비밀리에 미국 전투기를 판매하는 계획을 고려했지만, 아무것도 성사되지 않았다. 국민파가 1939년 초 승리의 길에 들어서자, 루스벨트는 금수 조치를 실수라고 불렀다. 영국과 프랑스는 1939년 2월 27일 프랑코 정권을 인정했고, 루스벨트는 프랑코가 마드리드를 함락하며 완전한 승리를 거둔 며칠 후인 4월 1일에 따랐다.

### 전운

1939년 환태평양 서부의 영토 통제 현황

국제연맹이나 다른 누구도 이탈리아의 에티오피아 침공을 막을 수 없었던 것은 일본과 독일이 영토 야망을 추구하도록 부추겼다. 루거우차오 사건 이후, 일본은 1937년 7월 중국을 침공하여 연말 이전에 중국의 수도 난징시를 점령했다. 난징 대학살과 USS 파나이 사건은 모두 미국인들을 격분시켰는데, 많은 미국인들은 미국의 기독교 선교사와 대지 (소설)와 같은 문화 작품 때문에 중국을 선호했지만, 중립법은 중국에 대한 무기 판매를 막았다. 고립주의의 지속적인 강도를 반영하여, 전쟁 선포에 대한 국민 투표를 요구했을 러들로 수정안은 하원에서 간신히 부결되었다. 루스벨트는 1937년 10월 "세계 무법의 전염병"에 대한 국제적 "격리"를 요구하는 격리 연설로 전 세계의 주목을 받았다. 그는 이때 일본에 대한 제재를 추구하지 않았지만, 일본을 봉쇄할 수 있는 장거리 잠수함을 건조하기 위한 전략적 계획을 시작했다.
1936년, 독일은 베르사유 조약에 반하여 라인란트 재무장했다. 영국이나 이탈리아의 지원 없이 프랑스는 재무장을 막기 위해 개입을 거부했다. 1938년 3월, 독일은 오스트리아를 평화적으로 합병했다. 같은 해, 독일은 체코슬로바키아의 독일어권 지역인 주데텐란트의 합병을 요구했다. 평화를 유지하기 위한 마지막 필사적인 노력으로 영국과 프랑스는 1938년 9월 뮌헨 협정으로 독일의 요구에 동의했다. 루스벨트는 영국과 프랑스를 지지했고, 유럽에서의 미국의 중립을 주장했다. 1939년 3월, 히틀러는 체코슬로바키아 제2공화국|체코슬로바키아의 나머지 부분을 점령함으로써 뮌헨 협정을 무시했다. 이에 대응하여 영국은 폴란드 방어에 대한 약속을 발표했는데, 많은 이들은 히틀러가 다음으로 폴란드를 공격할 것이라고 예상했다.
뮌헨 협정 이후, 루스벨트는 임박한 전쟁에 대비하기 시작했다. 그는 1939년 국정 연설에서 중립법 개정을 요구했지만, 그의 제안은 상하 양원에서 부결되었다. 그는 특히 보잉 B-17 플라잉 포트리스와 같은 장거리 폭격기에 집중하여 항공기 생산을 대폭 늘리도록 명령했다.

### 프랑스와의 관계
1930년대에 미국과 프랑스 간의 외교 관계는 미미했다. 미국은 1938년까지 프랑스의 계획에 거의 언급되지 않았다. 대사관은 관광객과 사업가를 돕는 것 외에는 거의 할 일이 없었고, 고위급 활동은 사실상 없었다. 프랑스 외교 정책은 1933년 이후 나치 독일의 성장으로 매우 바빴고, 체코슬로바키아와 폴란드와 같은 독일의 작은 이웃 국가들과 군사 동맹을 맺으려는 프랑스의 정책을 심각하게 시험했다. 대조적으로 미국은 완전한 안보 속에 있었다. 후버 대통령은 대공황에 대한 국제적 해결책을 마련하기 위해 1933년에 세계 경제 회의를 개최했지만, 루스벨트는 어떠한 권고도 거부함으로써 이를 무산시켰다. 미국이 유럽 문제에서 거의 완전한 고립으로 나아가면서, 나치 독일은 반유대주의, 정복 의지, 침략, 그리고 전체주의 국가를 만들기 위해 자유 민주주의적 특징을 해체하는 것 때문에 미국 전역에서 매우 인기가 없었다. 그러나 유럽에서 전쟁을 벌일 생각은 없었다. 찰스 린드버그는 당시의 영웅이자 강력한 공군이 항상 미국을 보호할 것이라는 생각의 강력한 대변자였지만, 대서양은 당시의 폭격기에게는 너무 넓었다. 미국의 지상군은 미미했고 1940년까지도 그랬다. 육군의 혁신 노력은 거부되었다. 예를 들어, 제1차 세계 대전에서 활동했던 전차 부대는 해체되었다. 프랑스는 히틀러가 독일 군비에 대한 베르사유 조약 제한을 반복적으로 거부한 것에 격분했다. 프랑스는 마지노선에 돈을 쏟아부었는데, 이는 프랑스의 독일 국경을 따라 광대한 방어 시스템을 구축했지만, 중립국 벨기에와의 국경은 포함하지 않았다. (1940년 독일은 마지노선을 우회하여 벨기에를 통해 프랑스를 침공했다.) 프랑스는 소련을 추가하고 파시스트 이탈리아, 특히 영국에 더 가까이 다가감으로써 동맹 시스템을 확장했다. 1938년 프랑스와 영국은 뮌헨 협정을 통해 나치 침략을 달래기 위해 체코슬로바키아를 희생했다. 한편, 스페인 내전에서는 독일이 루프트바페의 우월성을 입증하면서 조종사들에게 전투 경험을 제공했다.
프랑스는 갑자기 공군력에서 엄청난 열세를 깨달았다. 독일은 더 나은 전함, 더 많은 수, 전투 경험이 있는 조종사, 그리고 훨씬 더 크고 효율적인 공장을 가지고 있었다. 파리는 군사 예산을 확대하고, 항공에 우선순위를 부여하고, 모델을 표준화하고, 새로운 공장을 건설하고, 해외 구매를 함으로써 따라잡기 위해 막대한 노력을 기울였다. 프랑스는 1941년까지 공중에서 강력해지고, 영국과 연합하여 그때까지 독일보다 더 많은 공군력을 가질 것으로 예상했다. 1937년 말 파리는 루스벨트의 개인적인 친구인 아모리 드 라 그랑제 상원의원을 워싱턴으로 보냈다. 그는 루스벨트에게 프랑스의 약점을 말하고 긴급히 도움을 요청했다. 루스벨트는 결코 고립주의자가 아니었고, 나치 독일을 강력히 반대했으며, 프랑스를 돕기를 열망했다. 그는 또한 프랑스의 대규모 주문이 미국 항공 산업의 확장을 크게 가속화할 것이라는 것을 깨달았다. 루스벨트는 국방부가 프랑스에 가장 현대적인 미국 항공기를 비밀리에 판매하도록 강요했다. 파리는 자체 항공기 생산을 광적으로 확대했지만, 너무 적고 너무 늦었다. 프랑스와 영국은 1939년 9월 독일에 선전포고했지만, 다음 해 봄까지 서부 전선에서는 거의 활동이 없었다. 갑자기 독일의 전격전이 덴마크와 노르웨이를 압도하고 프랑스와 영국군을 벨기에에 고립시켰다. 프랑스는 독일의 조건을 받아들여야 했고, 필리프 페탱의 친파시스트 독재 정권이 비시 프랑스를 장악했다. 1940년 6월까지 주문된 555대의 미국 항공기 중 200대만이 프랑스에 도착했고, 루스벨트는 나머지 항공기들을 영국에 판매하도록 주선했다.

### 유럽에서의 제2차 세계 대전 발발
제2차 세계 대전은 1939년 9월 독일의 폴란드 침공으로 시작되었고 이에 대응하여 프랑스와 영국은 전쟁을 선포했다. 서방 지도자들은 소련이 폴란드를 침공하고 독일과 폴란드 통제권을 분할했을 때 충격을 받았다. 두 적대국은 1939년 8월 독일-소련 불가침 조약을 체결했으며, 이는 폴란드 분할에 대한 비밀 의정서를 포함하고 있었다. 비록 소수의 미국인만이 전쟁에 개입하기를 원했지만, 1939년 10월 갤럽 여론조사에서는 80% 이상의 국민이 독일에 비해 영국과 프랑스를 선호하는 것으로 나타났다. 중립법의 조건에 따라 루스벨트는 유럽의 전쟁 상태를 인정하고 프랑스, 영국, 독일에 무기 금수 조치를 부과했다. 며칠 후, 그는 의회를 특별 회기로 소집하여 중립법을 개정했다. 린드버그와 다른 고립주의자들의 반대를 극복하고, 1939년 루스벨트는 중립법 통과를 얻어냈는데, 이는 교전국들이 미국에서 항공기와 기타 전투 물품을 구매할 수 있도록 허용했지만, 현금 결제 및 운반 조건으로만 가능했다. 1941년 12월까지 미국은 공식적으로 중립을 유지했지만, 루스벨트는 영국과 프랑스를 돕기 위한 방법을 계속 모색했다.
폴란드 침공이 끝난 후 서유럽에서 활동이 없었던 소위 "가짜 전쟁" 기간 동안, 루스벨트는 평화 협상을 시도했지만 히틀러는 무관심했다. 한편, 일본은 태평양에서 점점 더 강경해져 프랑스와 영국 식민지들이 중국과의 국경을 폐쇄할 것을 요구했다. 1939년 9월부터 루스벨트는 1940년 5월 영국 총리가 된 윈스턴 처칠과 긴밀한 개인적 관계를 맺었다. 독일은 1940년 4월 덴마크와 노르웨이를 침공했고, 5월에는 저지대 국가와 프랑스를 침공했다. 프랑스의 상황이 점점 더 절망적이 되자, 처칠과 프랑스 총리 폴 레노는 루스벨트에게 미국의 전쟁 참전을 호소했지만, 루스벨트는 여전히 미국 내 고립주의 정서에 도전하기를 꺼려했다. 프랑스가 항복 직전이 되자, 이탈리아도 프랑스를 침공했다. 프랑스는 6월 22일 항복하여 프랑스가 독일 통제 구역과 비시 프랑스로 알려진 부분 점령 구역으로 나뉘었다.
프랑스 함락으로 영국과 그 영토는 독일과의 전쟁에서 유일한 주요 세력이 되었다. 영국이 패배하더라도 전쟁에 참여하지 않기로 결심한 루스벨트는 여론의 변화를 고려했다. 파리의 함락은 동시대인들이 관찰한 바와 같이 고립주의 정서의 상승으로 이어졌지만, 나중에 역사서술은 이러한 정서의 감소를 찾으려 한다. 1940년 7월, 미국인의 90%는 미국이 전쟁에 참여하지 않기를 원했다. 루스벨트는 1940년 대통령 선거에서 개입주의 성향의 상대인 웬들 윌키를 압도적인 차이로 물리쳤다. 여론은 1941년 5월까지 매우 고립주의적이었는데, 이때 80%가 전쟁 참전에 반대했고 설문 응답자의 1/3은 여전히 명확한 고립주의를 지지했다. 독일이 제공권을 얻고 영국 목표물을 폭격하려 시도한 공중전인 영국 본토 항공전의 라디오 보도는 영국에 대한 미국 여론을 고조시켰지만 확실히 전쟁까지는 아니었다. 루스벨트는 영국이 독일에 맞서 전쟁을 계속할 수 있을지 의심했던 많은 군부의 반대를 극복하고 영국에 대한 무기 이전을 극대화하는 정책을 추진했으며 정부의 많은 반대를 극복하고 대서양을 가로지르는 호송 호위는 1년 더 거부했다. 1940년 7월, 루스벨트는 두 명의 개입주의 성향 공화당 지도자인 헨리 L. 스팀슨과 프랭크 녹스를 각각 육군 장관과 해군 장관으로 임명했다. 양당은 군사력 급속 증강 계획을 지지했지만, 루스벨트 자신은 국가를 독일과의 전쟁에 끌어들이지 않는다는 고립주의자들의 입장을 지지했다. 결과적으로 다음 해 스팀슨과 녹스는 크게 실망했을 뿐만 아니라 혼란스러워했고 루스벨트의 고립주의 노선, 또는 그들이 말한 "지도력 부족"에 적지 않은 충격을 받았다. 군사력 증강과 영국에 대한 군비 구매는 경제에 긍정적인 영향을 미쳤고, 1940년 말 실업률은 14.6%로 떨어졌다.
1940년 9월 2일, 루스벨트는 구축함 대 기지 협정을 체결하여 중립법 정신을 무시했다. 카리브해 섬의 영국 군사 기지 사용권과 교환으로 미국은 독일 잠수함으로부터 방어하기 위해 사용될 제1차 세계 대전 시대의 낡은 미국 구축함 50척을 이전했다. 구축함은 군사적 중요성이 상대적으로 작았지만, 이 협정은 영국에 대한 미국의 상징적인 약속을 나타냈다. 9월 말, 양대 정당 대통령 후보들의 지지를 받아 의회는 국가 최초의 평시 징병을 승인했다. 히틀러와 무솔리니는 구축함 대 기지 협정에 대해 일본과 함께 삼국 동맹 조약에 가입함으로써 대응했고, 세 나라는 추축국으로 알려지게 되었다. 삼국 동맹 조약은 특히 미국이 중일 전쟁과 유럽 전쟁에서 중립을 유지하도록 위협하기 위해 고안되었다.
루스벨트가 추축국에 대해 더 확고한 입장을 취하자, 린드버그와 아메리카 퍼스트 위원회와 같은 미국 고립주의자들은 그를 무책임한 전쟁광이라고 맹렬히 비난했다. 그들은 차례로 나치의 반유대주의적 바보로 비난받았다. 평론가 리처드 S. 포크너는 린 올슨을 인용하여 "린드버그는 루스벨트 행정부와 친개입주의 언론이 종종 묘사했던 단순한 반유대주의자이자 친나치 바보와는 거리가 멀었고, 오히려 영국이 전쟁에서 이길 수 없다는 것을 확신하고 미국의 군사적 준비 부족이 개입을 부도덕하고 비논리적이며 자살적이라고 믿었던 기술적이고 분석적인 사람이었다"고 주장한다.

## 전쟁의 서막: 1941년

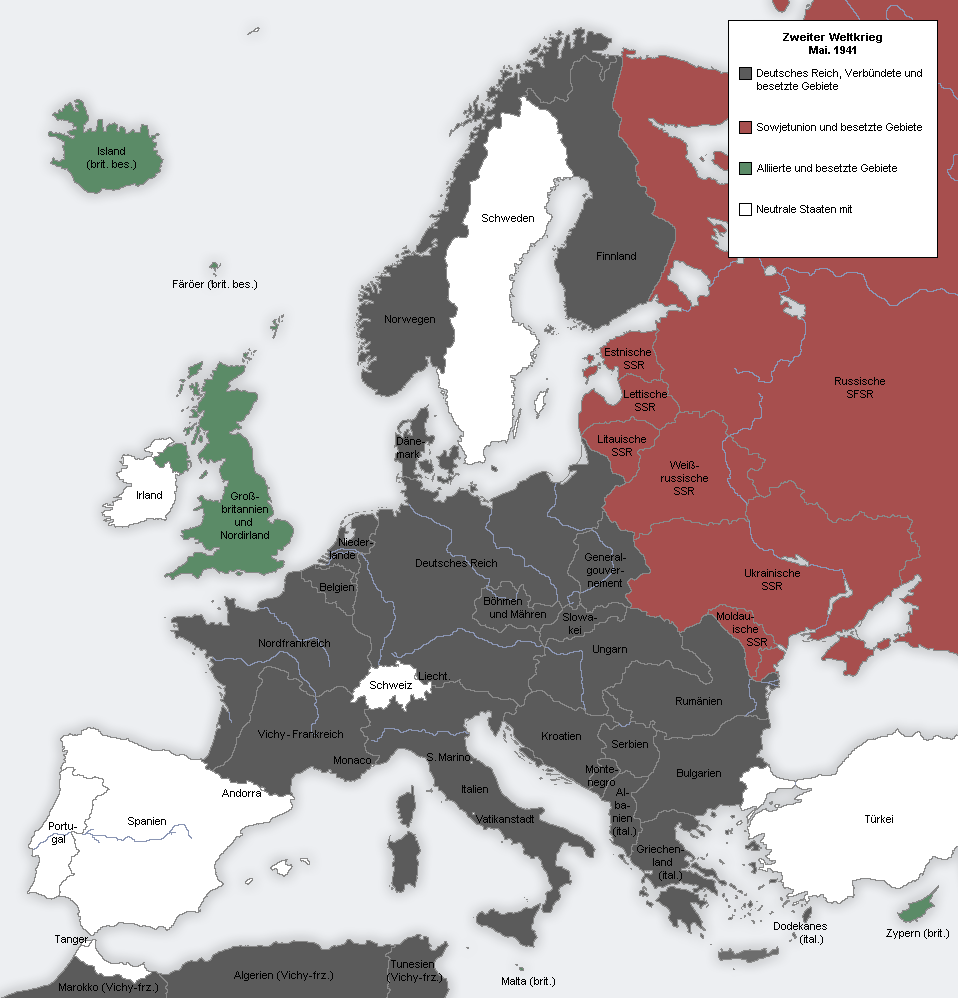
1941년 유럽의 지정학적 상황. 회색 지역은 나치 독일, 그 동맹국, 그리고 독일이 확고히 통제하는 국가들을 나타낸다.

1940년 재선된 후, 제2차 세계 대전은 루스벨트의 관심을 사로잡았고, 그 어느 때보다 세계 문제에 더 많은 시간을 할애했다. 국내 정치와 의회와의 관계는 주로 전쟁 노력을 위해 국가의 경제, 재정, 제도적 자원을 총동원하려는 그의 노력에 의해 형성되었다. 라틴아메리카 및 캐나다와의 관계조차 전시 요구에 따라 구성되었다. 루스벨트는 모든 주요 외교 및 군사 결정을 개인적으로 엄격하게 통제했으며, 그의 장군 및 제독, 육군 및 해군 부서, 처칠 및 영국, 심지어 소련과도 긴밀하게 협력했다. 외교에 대한 그의 핵심 조언자들은 해리 홉킨스(백악관에 기반을 둠), 섬너 웰스(국무부에 기반을 둠), 그리고 재무부의 헨리 모건소 주니어였다. 군사 문제에서는 루스벨트가 헨리 L. 스팀슨 국방장관, 조지 마셜 육군 참모총장, 그리고 윌리엄 D. 리히 제독과 가장 긴밀하게 협력했다.

### 정보와 첩보
루스벨트는 오랫동안 정보에 관심을 가졌지만, 1930년대 미국에는 유럽의 정보기관에 필적할 만한 정보기관이 없었다. 육군, 해군, 국무부의 소규모 정보 서비스는 서로 협력하지 않았다. 영국 역사가 도널드 캐머런 와트에 따르면, 루스벨트는 프랑스 두지엠 뷰로; 폴란드 정보국; 히틀러에 대한 독일 반대 세력의 단편적인 정보; 영국 정보기관이 넘겨준 선별된 자료; 언론인 보고서; 그리고 공산주의 언론인 클라우드 콕번이 편집한 영국 뉴스레터 "더 위크"를 포함한 다양한 출처를 찾아보고 신뢰했다. 이것은 영국이 루스벨트에게 독일이 라틴아메리카에 세력을 확장할 계획을 나타내는 가짜 문서를 제공할 기회를 남겼다. 루스벨트는 그에게 제공된 허위 정보를 믿었고, 라틴아메리카를 독일로부터 방어하는 것을 최우선 순위로 삼았다. 전쟁 중에 그는 옛 개인 친구인 윌리엄 J. 도너번이 이끄는 새로운 기관인 전략사무국 (OSS)을 설립했다. OSS는 독일에 대한 수많은 첩보 작전과 사보타지 활동에 참여했으며, 중국 전선 지원에 미미한 역할을 했다. 전쟁이 끝날 때 해체되었고, 나중에 중앙정보국으로 부분적으로 재편되었다. 루스벨트는 그의 초기 브레인 트러스트 중 한 명인 아돌프 A. 벌레를 국무부 고위직에 임명하여 정보 조율을 맡겼다. 루스벨트는 이제 육군 및 해군 정보기관의 일일 브리핑에 의존했으며, 미국 전시정보국과 J. 에드거 후버의 FBI 보고서에도 주의를 기울였다. 한편, 그의 기관 중 어느 누구도 전쟁 중 소련 스파이 활동의 범위를 깨닫지 못했다. 기관들은 서로 다투고 있었는데, 이는 정보 조율을 자신이 직접 맡기로 한 루스벨트의 결정의 약점을 보여주었다.

### 1941년 초
1940년 대통령 선거에서 웬들 윌키를 물리친 후, 루스벨트는 영국에 대한 원조를 위한 의회 지원을 얻기 위한 대중 캠페인을 시작했다. 1940년 12월, 그는 처칠로부터 중립법의 현금결제 조항을 폐지해 달라는 서한을 받았다. 영국군이 독일에 대한 방어에 전념하고 있었으므로, 처칠은 미국이 미국 상품에 대한 대출과 선박을 제공해 달라고 요청했다. 이에 루스벨트는 미국이 독일 및 다른 침략국에 저항하는 이들에게 원조를 공급하는 "민주주의의 조병창"이 되어야 한다고 연설했다. 그는 "영국이 무너지면 추축국은 유럽, 아시아, 아프리카, 오스트랄라시아 대륙과 공해를 장악하게 될 것이며, 이 반구에 대해 막대한 군사 및 해군 자원을 동원할 수 있는 위치에 놓일 것"이라고 말했다.
1941년 1월 네 가지 자유 연설에서 루스벨트는 전 세계적으로 기본권을 지키기 위한 미국의 주장을 펼쳤다. 같은 연설에서 그는 영국에 군사 원조를 제공하기 위한 무기대여법 프로그램 승인을 의회에 요청했다. 윌키의 지지를 받아, 무기대여법 법안은 양원 모두에서 큰 차이로 통과되었고, 대부분의 반대는 중서부 공화당 의원들이었다. 그러나 고립주의자들은 미국이 영국으로 향하는 상선에 해군 호위를 제공하는 것을 막았다. 루스벨트는 또한 국방비의 대폭 증액을 요청했고, 의회는 이를 승인했다. 이러한 지출 증가는 실업률을 10년 이상 만에 처음으로 10% 미만으로 떨어뜨렸다. 동원 노력을 감독하기 위해 루스벨트는 생산 관리 사무소, 물가 관리 및 민간 공급 사무소, 그리고 물품 우선순위 및 할당 위원회를 설립했다.
1940년 말, 해럴드 스타크 제독은 루스벨트에게 독일과 일본에 맞선 예상되는 양면 전쟁을 위한 네 가지 전략적 전쟁 계획을 담은 플랜 독 메모를 보냈다. 네 가지 전략 중 스타크는 유럽 우선 전략과 일본과의 충돌을 가능한 한 오래 피하는 것을 골자로 하는 소위 "플랜 독"을 주장했다. 이 전략의 핵심 부분은 미국이 잠재적으로 다른 나라들의 도움을 받아 유럽으로 지상 공세를 시작할 때까지 영국이 독일에 맞선 전투를 계속하도록 보장하는 것이었다. 루스벨트는 플랜 독에 공개적으로 약속하지 않았지만, 이는 그가 미국과 영국 군사 참모진 간의 회담을 시작하도록 동기를 부여했으며, 이는 "ABC-1"이라는 암호명으로 불렸다. 1941년 초, 미국과 영국 군사 계획자들은 공동으로 유럽 우선 전략을 추구하기로 합의했다. 7월, 루스벨트는 육군 장관 스팀슨에게 미국의 전면적인 군사 개입을 위한 계획을 시작하도록 명령했다. 그 결과로 나온 "빅토리 프로그램"은 독일과 일본을 물리치는 데 필요한 인력, 산업, 물류의 동원 추정치를 제공했다. 이 프로그램은 연합국에 대한 원조를 극적으로 늘리고, 1943년에 해외 배치 준비를 마친 1천만 명의 무장 병력을 준비하는 것을 계획했다.
1941년 6월 독일이 소련을 침공했을 때, 루스벨트는 소련에도 무기대여법을 확대하기로 동의했다. 그리하여 그는 "전쟁을 제외한 모든 원조" 정책으로 미국을 연합국 편에 세웠다. 일부 미국인들은 소련을 돕는 것을 꺼렸지만, 루스벨트는 소련이 독일을 물리치는 데 필수적일 것이라고 믿었다. 원조 실행은 행정부 내의 지연으로 어려움을 겪었고, 루스벨트는 이를 신속히 처리하기 위해 특별 보좌관인 웨인 코이를 임명했다.

### 1941년 후반
1941년 2월, 히틀러는 영국과의 전쟁 초점을 공중 작전에서 해군 작전, 특히 영국으로 향하는 호송선단에 대한 U보트 (독일 잠수함) 공격으로 재조정했다. 이에 대해 처칠은 미국이 호송 호위를 제공해 줄 것을 요청했지만, 루스벨트는 여전히 반전 정서에 도전하기를 꺼려했다. 5월에는 독일 전쟁해군 잠수함이 미국 화물선 SS 로빈 무어를 격침시켰지만, 루스벨트는 이 사건을 대서양에서 해군의 역할을 확대하는 구실로 삼지 않았다. 한편, 추축국은 소련, 유고슬라비아, 그리스, 그리고 북아프리카에 주둔한 영국군에 대한 작전에서 성공을 거두었다.
1941년 8월, 루스벨트와 처칠은 뉴펀들랜드의 아르헨티아에서 극비 회담을 가졌다. 이 회담에서 대서양 헌장이 세계에 발표되었으며, 이는 세계 대전 중 및 전후 목표를 개념적으로 설명했다. 각 지도자는 민주주의, 자유 무역, 그리고 비침략 원칙을 지지하기로 약속했다. 자결권이 영국 식민지에 적용되는지 여부는 매우 논란이 되었다.
북대서양에서 해군 충돌이 격화되었는데, 독일 U보트가 영국 선박을 격침시키려 하면서 미 해군과의 접촉을 피하려 했다. 미국 구축함들은 독일 잠수함을 추적하고 정보를 영국 왕립 해군에 전달하여 격침을 시도했다. 루스벨트는 미국의 행동이 방어적이라고 주장했지만, 고립주의자들은 전쟁에 돌입하기 위한 기만적인 계획이라고 비난했다.
1941년 9월 4일, USS 그리어 (DD-145) 구축함은 연합군 점령 아이슬란드로 우편물과 승객을 수송하던 중 독일 잠수함을 추적했지만 발포하지 않았다. 독일 U보트 U-652는 그리어에 어뢰 두 발을 발사했지만, 그리어는 이를 피했다. 양측 전함 모두 손상되지 않았다. 이에 대해 루스벨트는 미국 해역에 진입하는 독일 또는 이탈리아 선박을 공격하는 새로운 정책을 발표했다. 이 "선제 공격" 정책은 사실상 독일에 대한 해군 전쟁을 선포한 것이었으며, 미국인들 사이에서는 2대 1의 지지를 받았다. 이 사건은 전면전으로 확대되지 않았는데, 히틀러와 루스벨트 모두 매우 신중했기 때문이다. 히틀러는 모든 군사 자원을 소련 침공에 투입해야 했고, 루스벨트는 북대서양을 통제하기 위한 공격적인 정책에 대한 대중적 지지를 확보하고자 했다. 루스벨트는 군대를 파견하여 그린란드와 아이슬란드에 미국 기지를 건설했다. 독일의 침공 가능성을 막기 위해 루스벨트 행정부는 라틴아메리카와의 군사적, 상업적, 문화적 교류를 늘렸다.
1941년 10월, USS 키어니는 아이슬란드 남쪽에서 다른 함선들과 함께 여러 U보트와 교전했다. 키어니는 공격을 받아 승조원 11명을 잃었다. 공격 후, 의회는 중립법을 개정하여 미국 상선이 영국으로 군수품을 운송할 수 있도록 허용함으로써 현금 결제 및 운반 정책의 마지막 조항을 사실상 폐지했다. 그러나 키어니 사건도 USS 루벤 제임스에 대한 공격도 루스벨트가 바라던 만큼 여론을 바꾸지는 못했다.

### 태평양의 전쟁 위협
1940년까지 일본은 중국 해안과 주요 강 계곡의 대부분을 정복했지만, 국민정부의 장제스도 공산당 군대인 마오쩌둥도 물리칠 수 없었다. 일본 정부는 명목상 고노에 후미마로 총리의 민간 정부가 이끌었지만, 육군 장관 도조 히데키와 다른 군부 지도자들은 막대한 권력을 쥐고 있었다. 도조의 주장에 따라 일본은 동남아시아의 방어력이 약한 유럽 식민지들을 장악하기 시작했는데, 이는 중요한 자원뿐만 아니라 중국군에 대한 보급 통로를 제공했다. 1940년 말 일본이 프랑스령 인도차이나 북부를 점령하자, 루스벨트는 중화민국에 대한 원조를 늘리도록 승인했으며, 이 정책은 광범위한 대중적 지지를 얻었다. 그는 또한 일본에 대한 부분적인 금수 조치를 시행하여 철강 수출을 막았다. 다음 해 동안, 루스벨트 행정부는 일본에 대한 핵심 수출품인 석유 금수 조치를 부과할지 여부를 논의했다. 행정부 내 일부에서는 일본의 확장을 막기 위해 가능한 모든 조치를 취하기를 원했지만, 헐 국무장관은 무역을 중단하면 일본이 네덜란드령 동인도, 영국령 말라야, 영국령 버마, 또는 필리핀 정복을 통해 천연자원 수요를 충족시키도록 부추길 것을 우려했다.
루스벨트가 유럽에 집중하고 있을 때, 헐은 아시아 정책을 수립하고 일본과 협상하는 데 주도적인 역할을 했다. 1941년 3월부터 그와 일본 대사 노무라 기치사부로는 양국 정부 간의 합의를 모색했다. 미국은 일본의 중국 점령을 받아들이지 않았고, 일본은 이를 끝내지 않을 것이었기에, 두 입장은 양립할 수 없었다. 1941년 6월 독일이 소련 침공을 시작한 후, 일본은 시베리아에서의 전쟁을 피하기로 결정했다. 그들의 첫 번째 우선순위는 석유여야 했다. 7월, 일본은 프랑스령 인도차이나 남부를 점령했는데, 이는 풍부한 유전을 가진 영국령 말라야와 네덜란드령 동인도에 대한 공격의 잠재적인 발판이었다. 이에 대응하여 미국은 일본에 대한 석유 판매를 중단했고, 일본은 공급량의 95% 이상을 잃게 되었다.
미국의 금수 조치 이후, 일본 지도자들은 대규모 석유 공급처를 가진 네덜란드령 동인도 점령에 관심을 돌렸다. 네덜란드령 동인도 통제를 공고히 하기 위해 일본군 계획자들은 필리핀을 점령하고, 싱가포르의 영국 기지를 통제하며, 하와이 진주만 해군 기지에 주둔한 미국 태평양 함대를 물리쳐야 한다고 믿었다. 어떤 일본 지도자도 미국의 완전한 패배가 실현 가능하다고 보지 않았지만, 많은 이들은 결정적인 해군 승리가 미국인들이 태평양 통제를 일본에 맡기도록 설득할 것이라고 기대했다. 고노에 총리는 전쟁을 피하기 위해 루스벨트와 정상 회담을 모색했지만, 중국으로부터 일본군 철수에 대한 미국의 지속적인 주장은 그 계획을 좌절시켰다. 10월에 도조가 고노에의 후임으로 총리가 되었고, 일본은 미국에 대한 공격 준비를 시작했다. 11월, 노무라는 최종 제안을 했는데, 무역 재개와 일본의 중국 내 작전 수용을 대가로 일본이 동남아시아를 공격하지 않겠다고 약속하는 것이었다. 주로 미국이 일본이 중국을 정복한 후 소련을 공격할 것을 우려했기 때문에 루스벨트는 이 제안을 거절했고, 협상은 11월 26일에 결렬되었다.

### 진주만, 1941년 12월 7일
1941년 12월 7일 아침, 일본은 진주만 미 해군 기지를 기습 공격하여 미국 태평양 함대 주력 전함을 무력화시키고 미군과 민간인 2,403명을 사망시켰다. 대부분의 학자들은 워싱턴이 미리 알고 있었다는 다양한 음모론을 부인했다. 일본은 비밀을 철저히 지켰고, 미국 고위 관리들은 전쟁이 임박했음을 알고 있었지만, 진주만 공격은 예상하지 못했다. 루스벨트는 첫 공격이 네덜란드령 동인도, 태국 또는 필리핀에서 일어날 것이라고 예상했다.

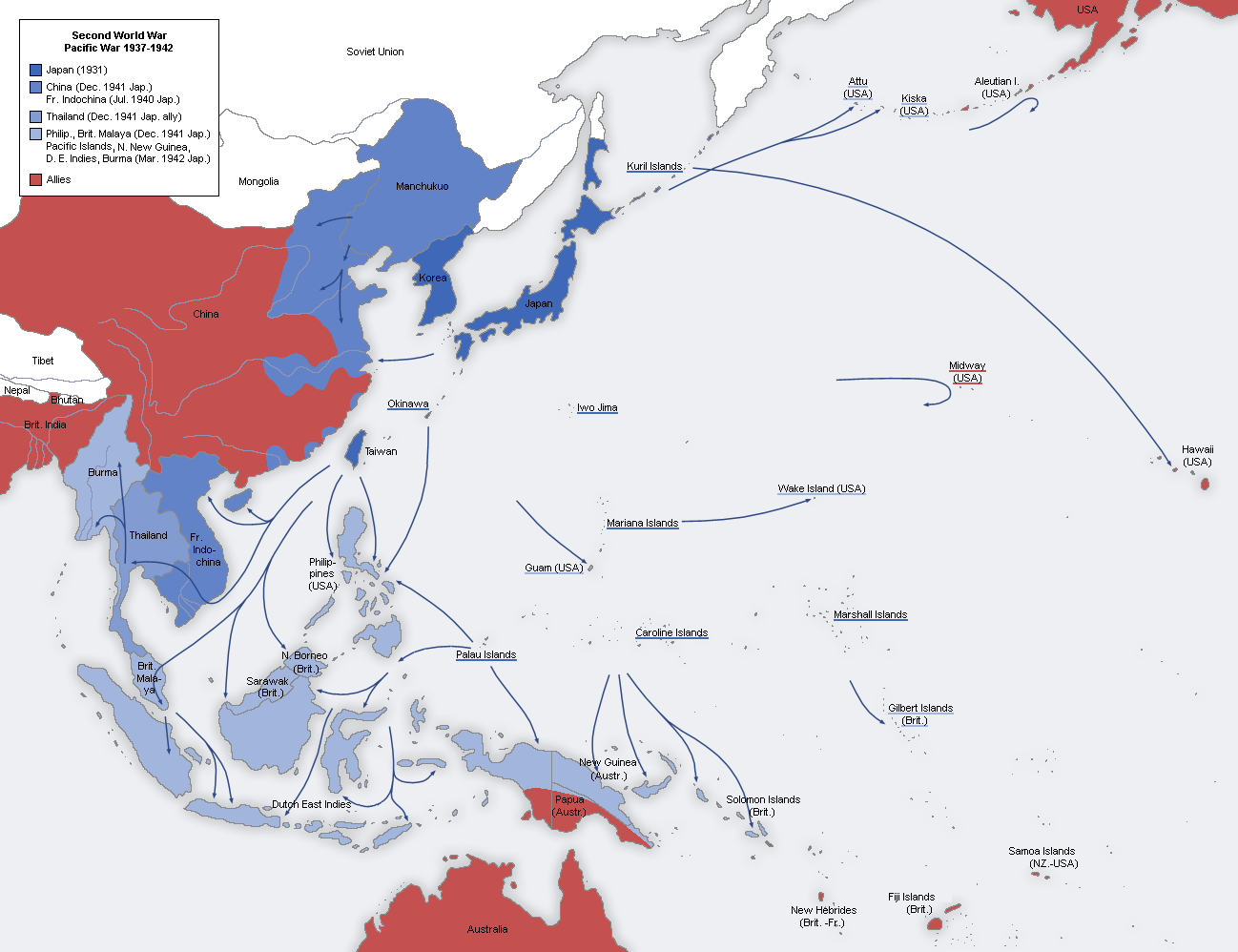
1942년 중반까지 일본군의 진격 지도

## 제2차 세계 대전 (1941년~1945년)
진주만 이후 미국 내 반전 정서는 하룻밤 사이에 사라졌다. 19세기 초 이후 처음으로 외교 정책이 미국 대중의 최우선 순위가 되었다. 루스벨트는 의회에 대한 그의 "치욕의 날 연설"에서 전쟁을 촉구하며 다음과 같이 말했다. "어제, 1941년 12월 7일—치욕의 날로 기억될 날—미국은 일본 제국 해군과 공군에 의해 갑작스럽고 고의적인 공격을 받았습니다." 12월 8일, 의회는 거의 만장일치로 일본에 선전포고했다. 12월 11일, 독일과 이탈리아는 미국에 선전포고했고, 미국은 이에 맞대응했다.
루스벨트는 전쟁을 전 세계의 평화와 민주주의를 위협하는 공격적인 독재 정권에 대한 십자군으로 묘사했다. 그와 그의 군사 고문들은 소련과 북아프리카에서 독일의 진격을 저지하고, 서유럽을 침공하여 두 전선 사이에서 나치 독일을 격파하고, 중국을 구하고, 일본을 물리치는 목표를 가진 전쟁 전략을 실행했다. 그러나 여론은 일본의 파괴에 우선순위를 두었으므로, 1942년에는 미군 병력이 주로 태평양으로 파견되었다. 일본은 진주만 공격 몇 시간 후 필리핀 주둔 미군에 대한 공습을 감행했다. 그 달 말까지 일본은 필리핀 침공을 시작했다. 더글러스 맥아더 장군은 1942년 3월까지 필리핀에서 미군의 저항을 이끌었으며, 이때 루스벨트는 그에게 호주로 철수하라고 명령했다. 필리핀의 미군은 1942년 5월에 항복하여 일본에게 약 10,000명의 미국인 포로를 남겼다. 필리핀을 진압하는 동안 일본은 태국, 영국령 말라야, 싱가포르, 버마의 대부분, 그리고 네덜란드령 동인도를 정복했다.
제2차 세계 대전 이전과 도중 미국의 지도자로서 루스벨트는 자신이 우드로 윌슨의 제1차 세계 대전 실책으로 보았던 것을 반복하지 않으려 노력했다. 그는 종종 정반대의 결정을 내렸다. 윌슨은 생각과 행동에서 중립을 주장했지만, 루스벨트는 그의 행정부가 영국과 중국을 강력히 선호한다는 점을 분명히 했다. 제1차 세계 대전의 차관과 달리, 미국은 무기대여법을 통해 연합국에 대규모 군사 및 경제 원조를 제공했으며, 상환을 거의 기대하지 않았다. 윌슨은 선전포고 이전에 전쟁 생산을 크게 확대하지 않았다. 루스벨트는 그렇게 했다. 윌슨은 징병을 시작하기 위해 선전포고를 기다렸다. 루스벨트는 1940년에 징병을 시작했다. 윌슨은 미국을 공식적인 동맹국으로 만들지 않았다. 루스벨트는 그렇게 했다. 윌슨은 최고 연합국 지도자들과 만난 적이 없었다. 루스벨트는 그렇게 했다. 윌슨은 14개조에서 보듯이 독립적인 정책을 선언했지만, 루스벨트는 연합국과 협력적인 정책을 추구했다. 1917년에 미국은 독일에 선전포고했다. 1941년에 루스벨트는 적이 진주만을 공격할 때까지 기다렸다. 윌슨은 공화당과 협력하기를 거부했다. 루스벨트는 주요 공화당 인사들을 국방부와 해군부 수장으로 임명했다. 윌슨은 존 J. 퍼싱 장군에게 주요 군사 결정을 내리게 했다. 루스벨트는 "유럽 우선" 전략을 포함하여 자신의 전쟁에서 주요 결정을 내렸다. 그는 휴전 아이디어를 거부하고 무조건 항복을 요구했다. 루스벨트는 종종 윌슨 행정부에서 해군 차관보로서 자신의 역할을 언급했지만, 윌슨의 성공보다 그의 실수에서 더 많이 배웠다고 덧붙였다. 로버트 E. 셔우드는 다음과 같이 주장했다.
루스벨트는 윌슨의 실수를 결코 잊을 수 없었다.... 루스벨트의 모든 전시 정치 정책에서 같은 실수의 반복을 막으려는 결심보다 더 강력한 동기 부여는 없었다.

### 동맹, 경제 전쟁, 기타 전시 문제

#### 네 명의 경찰관
1941년 12월 말 처칠과 루스벨트는 아카디아 회의에서 만나 미국과 영국 간의 공동 전략을 수립했다. 둘 다 유럽 우선 전략에 동의했으며, 이는 일본보다 독일의 패배를 우선시하는 것이었다. 영국군이 유럽 전쟁에 집중하고 있었고, 소련은 일본과 전쟁 중이 아니었기에, 미국은 독일에 집중했음에도 불구하고 태평양 전쟁에서 주도권을 잡게 되었다. 미국과 영국은 군사 정책을 조율하기 위해 연합 참모본부를, 보급품 할당을 조율하기 위해 연합 군수품 할당 위원회를 설립했다. 또한 태평양 전선에 ABDA라는 중앙 집중식 지휘부를 설립하기로 합의했는데, 이는 해당 전선에 주둔한 미국, 영국, 네덜란드, 오스트레일리아 군대의 약자를 딴 것이었다. 1942년 1월 1일, 미국, 영국, 중국, 소련 및 22개국이 연합국 공동 선언을 발표했으며, 각국은 추축국을 물리치기로 서약했다. 추축국에 반대하는 이들 국가는 연합국으로 알려지게 되었다.
루스벨트는 네 명의 경찰관이라는 용어를 사용하여 제2차 세계 대전의 "빅 4" 연합국, 즉 미국, 영국, 소련, 중국을 지칭했다. 루스벨트, 처칠, 소련 지도자 이오시프 스탈린, 중국 국민정부 주석 장제스는 미국과 영국군이 서부에, 소련군이 동부 전선에서, 그리고 중국, 영국, 미국군이 아시아와 태평양에서 싸우는 계획에 비공식적으로 협력했다. 연합국은 일련의 고위급 회담과 외교 및 군사 채널을 통한 접촉을 통해 전략을 수립했다. 루스벨트는 처칠과 긴밀한 관계를 유지했지만, 그와 그의 고문들은 장제스 정부를 절망적으로 부패했다고 보며 빠르게 존경심을 잃었다. 중국 버마 인도 전선에서 미군을 이끌도록 배정된 조지프 스틸웰 장군은 장제스가 일본군을 물리치는 것보다 마오쩌둥의 공산군을 물리치는 것에 더 관심이 있다고 믿게 되었다. 미국과 소련 지도자들은 전쟁 내내 서로를 불신했으며, 1943년 이후 양측이 해방된 영토에서 친소 정부를 지원하면서 관계는 더욱 악화되었다.

#### 아시아의 유럽 식민지에 반대한 루스벨트
루스벨트는 아시아의 유럽 식민주의를 종식시키는 데 강력히 전념했다. 그는 인도 독립과 관련하여 처칠을 압박하려 했지만, 처칠은 맹렬히 저항하여 루스벨트가 그러한 공격을 포기하도록 강요했다. 루스벨트는 그 다음 프랑스령 인도차이나로 눈을 돌렸다. 그는 이를 국제 신탁 통치 하에 두기를 원했다. 그는 미국이 중국과 긴밀히 협력하여 지역의 경찰관이 되어 안정화하기를 원했으며, 미국은 적절한 재정을 제공할 것이었다. 이 계획은 자유 프랑스에 직접적으로 반대되는 것이었다. 샤를 드골은 프랑스 해외 제국이 비시 프랑스를 물리치고 돌아오는 기반이 될 것이라는 웅장한 비전을 가지고 있었다. 루스벨트는 드골을 참지 못했지만, 윈스턴 처칠은 영국이 전쟁 후 유럽에서 입지를 재확립하기 위해 프랑스의 도움이 필요하다는 것을 깨달았다. 그와 영국 외무부는 그 목표를 달성하기 위해 드골과 긴밀히 협력하기로 결정했고, 따라서 루스벨트의 탈식민화 계획을 좌절시켜야 했다. 그렇게 하면서 그들은 같은 생각을 가진 미국 관리들로부터 상당한 지지를 받았다. 루스벨트 계획의 기본적인 약점은 중국의 통치자인 장제스에게 의존한다는 것이었다. 장제스의 정권은 1944년 일본의 압력으로 사실상 붕괴했고, 일본은 일본을 공격하기 위해 건설된 미국 공군 기지를 점령했다. 일본을 파괴하기 위해 중국을 기지로 사용하려던 국방부의 계획은 무너졌고, 미국 육군 항공대는 태평양에 기반을 둔 장거리 B-29 폭격기로 일본을 공격하는 데 집중했다. 미군은 더 이상 중국이나 동남아시아가 필요하지 않았다. 중국은 경찰관 역할을 하기에는 너무 약했다. 일본의 패배로 영국은 동남아시아를 장악하고 인도차이나를 프랑스에 반환했다. 루스벨트는 자신의 신탁 통치 계획이 무산되었음을 깨달았고, 동남아시아를 안정화하기 위해 영국-프랑스 행동이 필요하다고 받아들였다.

#### 다른 동맹국들
전쟁이 끝날 무렵, 라틴아메리카 전역을 포함한 여러 국가가 연합국에 합류했다. 루스벨트가 새로운, 자금 지원이 충분한 미주 협력국 사무소를 이끌도록 젊은 넬슨 록펠러를 임명한 것은 활기찬 리더십을 제공했다. 록펠러의 리더십 아래, 미국은 라디오 방송, 영화, 기타 반파시스트 선전에 수백만 달러를 지출했다. 미국식 광고 기법은 특히 멕시코에서 반발을 불러일으켰는데, 잘 알려진 현지인들은 미국의 노골적인 영향력에 저항했다. 그럼에도 불구하고 멕시코는 전쟁에서 귀중한 동맹국이었다. 25만 명의 미국 거주 멕시코 시민이 미군에 복무하는 협상이 이루어졌고, 이 중 1000명 이상이 전투에서 사망했다. 선전 외에도 경제 지원 및 개발에 막대한 금액이 할당되었다. 전반적으로 루스벨트의 라틴아메리카 정책은 정치적 성공을 거두었지만, 독일의 영향력을 용인하고 전쟁이 거의 끝날 때까지 워싱턴의 지도를 따르기를 거부했던 아르헨티나는 예외였다. 라틴아메리카 외에, 미국은 중동의 석유 부국 동맹국들에게 특히 긴밀한 주의를 기울였는데, 이는 이 지역에서 미국의 지속적인 개입의 시작을 알리는 것이었다.

#### 무기대여법 및 경제 전쟁
미국의 주요 전쟁 역할은 군사 임무 자체 외에도 전쟁 자금을 조달하고 대량의 군수품과 민간 물품을 제공하는 것이었다. 1941년 의회를 통과한 무기대여법은 경제 전쟁 선언이었으며, 진주만 공격 이후에도 경제 전쟁은 계속되었다. 루스벨트는 연합국에 대한 대출을 통해 제1차 세계 대전 자금을 조달하고 전쟁 후 상환을 요구하는 것이 실수였다고 믿었다. 그는 무기대여 시스템을 군사 예산을 통해 자금을 조달하는 전쟁 프로그램으로 설정했다. 일본과의 전쟁이 끝나자마자 이 프로그램은 종료되었다. 대통령은 해리 홉킨스와 에드워드 스테티니어스 주니어와 같은 지도자들을 선택하고 긴밀한 감독과 통제를 행사했다. 1942년 이 프로그램을 괴롭혔던 문제 중 하나는 무기대여와 미군에 할당해야 할 군수품 공급이 엄격하게 제한되었다는 점이었다. 루스벨트는 군부에 소련이 자신이 약속한 모든 물품을 받아야 한다고 주장했다. 미국이 북아프리카 군사 작전을 준비하기 시작한 1942년 중반 이후 소련에 대한 무기대여 원조는 다소 감소했다.
미국은 영국 제국, 소련, 프랑스, 중국, 그리고 몇몇 작은 국가들에게 약 400억 달러의 무기대여 원조를 지출했다. 이는 미국 전쟁 비용의 약 11%에 해당한다. 미국은 수혜국들이 미국에 제공한 물품 및 서비스, 특히 해외 미국 시설에 대한 식량 및 임대료 비용으로 약 78억 달러를 돌려받았다. 영국은 300억 달러, 러시아는 107억 달러, 다른 모든 국가들은 29억 달러를 받았다. 상환 문제가 제기되었을 때, 루스벨트는 미국이 제1차 세계 대전 이후 관계를 어렵게 했던 종류의 전후 부채 문제를 원하지 않는다고 주장했다. 수혜국들은 자국 영토 내에 있는 미군에게 기지와 보급품을 제공했다. 이는 비공식적으로 "역무기대여"라고 불렸고, 이 원조의 총합은 약 78억 달러에 달했다. 결국, 연합국 중 어느 나라도 전쟁 중에 받은 물품에 대해 지불하지 않았지만, 프로그램이 종료된 후 받은 운송 중인 물품에 대해서는 지불했다. 루스벨트는 1942년 6월 의회에 말했다.
전쟁의 진정한 비용은 돈으로 측정하거나 비교하거나 지불할 수 없습니다. 그것은 피와 노고로 충당되어야 하며, 그렇게 되고 있습니다... 각국이 자국 생산량의 거의 같은 비율을 전쟁에 할당한다면, 전쟁의 재정적 부담은 지불 능력에 따라 연합국들 사이에 공정하게 분배될 것입니다.
경제 전쟁의 주요 쟁점은 보급품 운송이었다. 독일이 미국에 선전포고한 후 히틀러는 독일 잠수함 함대에 대한 모든 제한을 철폐했다. 독일 잠수함은 대서양에서 연합국 선박을 파괴했으며, 1942년 초에는 미국 동해안에서 10마일 이내에서 많은 공격이 발생했다. 미 해군은 대서양 선박을 보호하는 동시에 일본과의 전쟁을 수행하는 데 어려움을 겪었고, 1942년에는 100만 톤 이상의 연합국 선박이 손실되었다. 독일 에니그마 코드 해독과 함께 미국 해군 호위함 및 초계기 건설 및 배치는 1942년 이후 대서양 전투에서 연합국에게 우위를 점하게 하는 데 도움이 되었다. 1943년 초 연합국이 수십 척의 U보트를 격침시킨 후, 대부분의 독일 잠수함은 북대서양에서 철수했다.
미국은 1942년 중반부터 유럽에서 추축군에 대한 전략 폭격 작전을 시작했다. 공격은 초기에는 프랑스, 벨기에, 네덜란드의 목표물을 겨냥했으며, 1943년 1월에는 미국 폭격기들이 독일 내 목표물에 대한 첫 공격을 감행했다. 독일의 산업 능력을 파괴하기 위해 연합국 폭격기들은 정유 시설과 볼베어링 공장과 같은 목표물을 공격했다. 타이달 웨이브 작전과 슈바인푸르트 제2차 공습에서 막대한 손실을 입은 후, 미국은 독일에 대한 전략 폭격을 크게 축소했다. 칼 앤드류 스파츠 장군은 미국의 전략 폭격 노력을 독일 항공기 생산 시설에 집중하도록 재지시했으며, 연합국은 1944년 2월 이후 유럽에서 제공권을 확보했다. 연합국의 전략 폭격은 1944년 후반에 고조되었으며, 독일의 수송 인프라와 석유 자원에 중점을 두었다. 신속한 독일 항복을 강요할 목표로, 1945년에 연합국은 베를린과 드레스덴에 대한 공격을 감행하여 수만 명의 민간인을 사망시켰다.

#### 홀로코스트에 대한 반응
1930년대의 여론은 새로운 이민에 매우 적대적이었다. 반유대주의가 복합적으로 작용하고, 유대인 신문과 영화 제작자들이 관여하기를 꺼려했기 때문에, 나치에 위협받는 유럽 유대인을 구하기 위한 조치는 거의 취해지지 않았다.
1938년 수정의 밤 이후, 루스벨트는 독일로부터 유대인 이민을 신속히 처리하고, 이미 미국에 있는 오스트리아 및 독일 시민들이 무기한 체류할 수 있도록 도왔다. 그는 유권자와 의원들 사이의 토착주의와 반유대주의의 만연, 미국 유대인 공동체의 동유럽 유대인 이민자 수용에 대한 저항, 그리고 제한적인 1924년 이민법 때문에 더 많은 유대인 이민자를 받아들이는 데 제약을 받았다. 1924년 이민법은 매년 15만 명의 이민자만 미국에 입국할 수 있도록 허용했으며 각 국가별로 엄격한 할당량을 설정했고, 대공황의 한가운데에서는 더 자유로운 이민 정책을 허용할 법 개정에 대한 대중적 지지가 거의 없었다. 1938년 루스벨트는 5만 명의 독일 유대인이 유럽에서 탈출하거나 비자 만료 후에도 미국에 머무를 수 있도록 행정 권한의 한계를 밀어붙였다. 그러나 루스벨트의 국무부는 더 많은 유대인들을 미국으로 데려옴으로써 구출하려는 수많은 제안에 매우 적대적이었다.
1942년 1월 독일은 유대인 절멸을 위한 "유대인 문제에 대한 최종 해결책"을 실행했다. 미국 관리들은 다음 달에 나치의 절멸 캠페인의 규모를 알게 되었다. 국무부의 반대에도 불구하고, 루스벨트는 다른 연합국 지도자들을 설득하여 연합국 회원국 공동 선언을 공동으로 발표하게 했다. 이 선언은 진행 중인 홀로코스트를 규탄하고 가해자들을 전쟁 범죄자로 재판할 것을 약속했다. 1944년 1월, 루스벨트는 전쟁 난민 위원회를 설립하여 유대인 및 다른 추축국 만행의 희생자들을 돕기 위해 노력했다. 이러한 조치 외에도 루스벨트는 유럽의 박해받는 인구를 돕는 최선의 방법은 가능한 한 빨리 전쟁에서 승리하는 것이라고 믿었다. 최고 군사 지도자들과 국방부 지도자들은 절멸 수용소나 수용소로 이어지는 철도 노선을 폭격하는 캠페인을 거부했는데, 이는 전쟁 노력에서 벗어나는 것이 될 것을 우려했기 때문이었다. 전기 작가 장 에드워드 스미스에 따르면, 루스벨트 자신에게 그러한 캠페인이 제안되었다는 증거는 없다. 요컨대, 루스벨트는 1930년대 독일의 박해, 난민 위기, 그리고 1941년 이후 6백만 유대인의 가스실에서 조직적인 살해와 관련하여 중요한 그러나 제한적인 조치를 취했다. 유대계 미국인 지도부를 포함한 대중과 엘리트의 의견은 행동을 취하라는 압력을 거의 생성하지 않았다. 루스벨트의 유산은 역사가들과 일반 대중 사이에서 여전히 매우 논란이 되고 있다. 리처드 브라이트만과 앨런 J. 리히트만은 다음과 같이 말했다. "이 계속되는 논쟁은 용서할 수 없고, 열정적이며, 정치적으로 첨예하다." 그들은 루스벨트가 다음과 같다고 결론 내렸다.
그의 노력이 돌이켜보면 부족해 보일지라도, 다른 어떤 세계 지도자보다 유대인들을 위해 더 많은 일을 했다. 그는 어떤 정치적 적수들보다 유대인들을 위한 훨씬 더 나은 대통령이었다. 루스벨트는 대부분의 공화당 반대파와 일부 고립주의 민주당원들을 무시하고 나치 독일의 확장 및 세계 지배 계획에 대한 정치적, 군사적 반대를 이끌었다.

## 전쟁의 진행

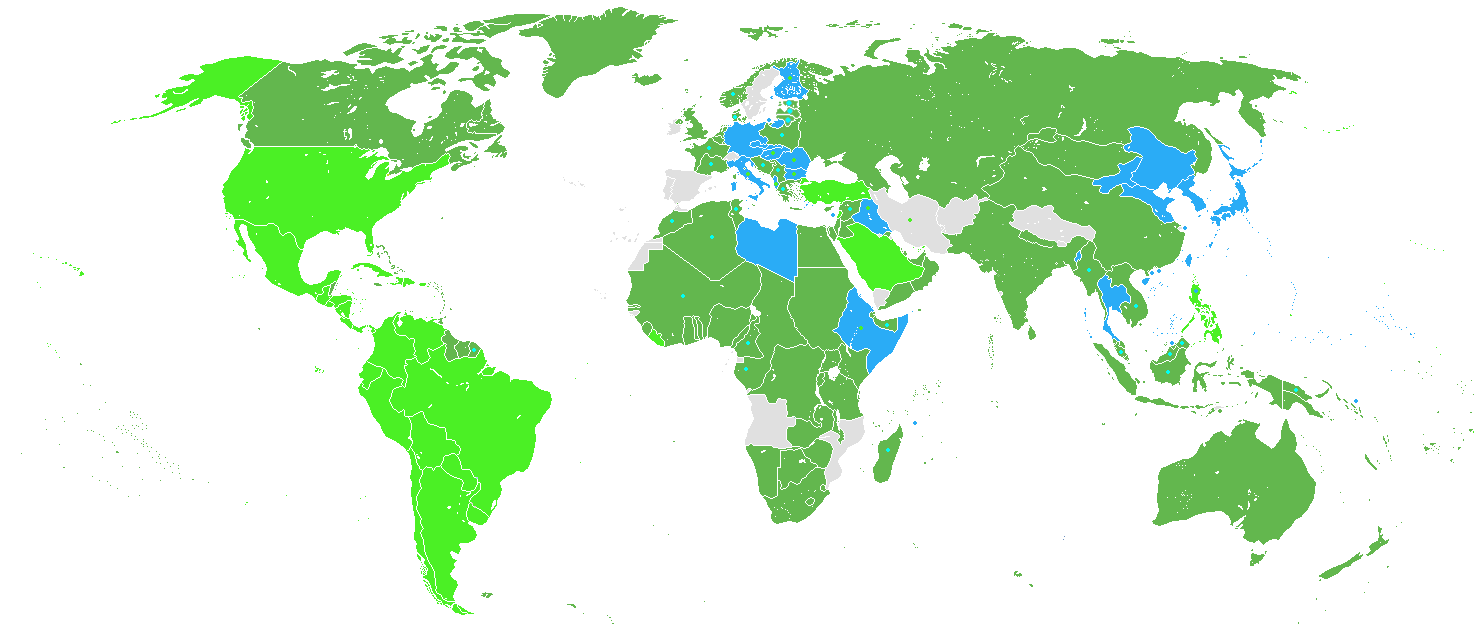
제2차 세계 대전의 두 동맹, 파란색은 추축국, 녹색은 연합국

### 지중해 및 유럽 전구
소련은 독일군과 군수품을 동부 전선에서 분산시키기 위해 프랑스에 대한 영미 침공을 촉구했다. 특히 처칠은 1942년 유럽에 병력을 투입하는 것을 꺼려했으며, 북아프리카에서 추축국을 축출하고 지중해에서 연합국의 세력을 강화하기 위한 작전을 강력히 선호했다. 조지 마셜 장군과 어니스트 킹 제독은 북아프리카를 전반적인 전쟁에 상대적으로 중요하지 않다고 보았기 때문에 북아프리카 우선 결정을 반대했다. 루스벨트는 그들의 반대를 무시했는데, 그는 1942년에 영국과의 협력을 통해 미국이 유럽 전선에 지상군을 투입하기를 원했기 때문이었다.
연합군은 1942년 11월 프랑스령 북아프리카를 침공하여 현지 비시 프랑스군의 신속한 항복을 확보했다. 그 항복은 북아프리카 연합군 침공의 최고 사령관인 드와이트 D. 아이젠하워 장군과 비시 프랑스 프랑수아 다를랑 제독 간의 협상을 통해 이루어졌다. 다를랑과의 협력으로 연합군은 북아프리카의 상당 부분을 빠르게 장악할 수 있었지만, 자유 프랑스 지도자 샤를 드골과 비시 정권의 다른 반대자들을 소외시켰다. 다를랑은 1942년 12월 암살되었고, 비시 프랑스는 미국과의 관계를 단절하고 독일군에게 연합군이 프랑스 튀니지를 장악하는 것을 막아달라고 요청했다. 드골, 다를랑, 그리고 또 다른 프랑스 지도자 앙리 지로와의 경험은 루스벨트에게 전쟁 기간 동안 어떤 프랑스 세력과도 긴밀하게 연관되는 것을 피해야 할 필요성을 확신시켰다. 튀니지 전역에서 아이젠하워는 처음에는 경험 없는 군대를 성공으로 이끄는 데 큰 어려움을 겪었지만, 연합군은 결국 우위를 점했다. 1943년 5월 25만 명의 추축군 병력이 항복하면서 북아프리카 전역은 막을 내렸다.
1943년 1월 카사블랑카 회담에서 미국과 영국은 북아프리카에서 추축군을 격파한 후 시칠리아 침공을 감행하고, 이어서 1944년에는 프랑스를 공격하기로 합의했다. 회담에서 루스벨트는 또한 독일, 일본, 이탈리아의 무조건 항복만을 받아들일 것이라고 발표했다. 무조건 항복 요구는 독일 점령 프랑스에 대한 즉각적인 공격을 계속 주장하던 소련에 미국이 독일과 협상에 의한 평화를 추구하지 않을 것이라고 안심시키기 위한 계산된 조치였다. 1943년 2월, 소련은 스탈린그라드 전투에서 결정적인 승리를 거두며 동부 전선의 전세를 뒤집었다. 연합군은 1943년 7월 시칠리아를 침공하여 다음 달 말까지 섬을 점령했다. 시칠리아 전역 동안 이탈리아 왕국의 비토리오 에마누엘레 3세는 베니토 무솔리니를 체포하고 그를 피에트로 바돌리오로 교체했으며, 바돌리오는 연합국과 비밀리에 항복을 협상했다. 무조건 항복에 대한 그의 이전 주장에도 불구하고, 루스벨트는 바돌리오가 권력을 유지할 수 있도록 하는 휴전 조건을 받아들였다. 독일은 신속하게 무솔리니를 다시 권력에 앉히고 북이탈리아에 괴뢰정권을 세웠다. 이탈리아 본토 침공은 1943년 9월에 시작되었지만, 이탈리아 전역은 1945년까지 더디게 진행되었다. 루스벨트는 영국이 1944년 중반에 프랑스 침공을 약속하는 조건으로만 이 작전에 동의했고, 연합국은 이탈리아 전역에서 병력을 돌려 그 작전을 위한 병력을 증강하기 시작했다.
프랑스 침공을 지휘하기 위해 루스벨트는 조지 마셜 대신 드와이트 D. 아이젠하워 장군을 선택했다. 루스벨트는 원래 마셜을 사령관으로 임명하고 싶었지만, 최고 군사 지도자들은 마셜이 워싱턴에서의 역할에 필수적이라고 주장했다. 영국에서 병력을 증강하는 동안, 연합국은 보디가드 작전에 참여했는데, 이는 연합군이 유럽 서북부 어디에 상륙할지를 위장하기 위해 고안된 정교한 작전이었다. 아이젠하워는 1944년 6월 6일 북프랑스 노르망디 지역에 상륙을 감행했다. 공중을 완전히 장악한 12,000대의 항공기와 역사상 가장 큰 해군 병력의 지원을 받아 연합군은 노르망디에 성공적으로 교두보를 마련한 후 프랑스로 진격했다. 비록 선출되지 않은 정부를 지지하기를 꺼려했지만, 루스벨트는 샤를 드골의 프랑스 공화국 임시정부를 1944년 7월 프랑스의 사실상 정부로 인정했다.
팔레즈 포켓 전투 이후, 연합군은 추축군을 독일로 밀어붙였고, 1944년 8월 파리를 점령했다. 같은 달, 연합군은 남프랑스 침공인 용기병 작전을 시작했다. 병참 문제에 직면한 연합군은 독일의 루르 지역으로 진격하기 전에 벨기에 항구 안트베르펜을 확보하려 했지만, 마켓 가든 작전의 실패로 독일 침공이 지연되었다. 1944년 말, 히틀러는 미국과 영국이 협상에 의한 평화를 추구하도록 설득하기 위해 대규모 공세를 모으기 시작했다. 1944년 12월 독일의 기습 공격은 벌지 전투의 시작을 알렸지만, 연합군은 다음 몇 주 동안 공격을 격퇴할 수 있었다. 연합군은 1945년 3월 라인강을 건너 진격했으며, 루르와 또 다른 주요 산업 지역인 자를란트주를 장악했다. 1945년 4월까지, 나치 저항은 서부 연합군과 소련의 진격에 직면하여 빠르게 무너지고 있었다.

### 태평양 전구
진주만 이후 몇 달 동안 해양 동남아시아를 휩쓴 후, 일본은 솔로몬 제도와 뉴기니섬의 일부를 장악하며 영토를 더욱 확장하려 했다. 1942년 5월, 미국 해군과 오스트레일리아 왕립 해군은 미드웨이 해전에서 일본 제국 해군을 격파했고, 이는 일본 제국 육군이 뉴기니섬 전역에서 지상 작전을 시작하게 했다. 전략적으로 중요한 섬을 장악하고 태평양의 미군 함대를 파괴하기 위해 일본은 미국이 점령한 미드웨이 환초에 대한 공격도 시작했다. 매직 암호 해독 프로젝트의 도움으로 체스터 니미츠 제독은 미드웨이 해전에서 일본 해군을 물리친 미군을 이끌었다. 미드웨이 해전은 일본 함대의 중요한 항공모함 4척을 잃게 했고, 이 전투는 태평양 전쟁에서 큰 전세 역전을 의미했다. 1942년 8월, 미국은 솔로몬 제도의 일본 점령 남태평양 섬인 과달카날섬에 대한 침공을 시작했으며, 일본과 미군은 1943년 2월까지 과달카날의 통제권을 놓고 다투었다. 과달카날 전투 이후, 미국은 굳건한 일본군 주둔지를 피하기 위해 섬 건너뛰기 전략을 채택했다. 1944년 초까지 연합군은 뉴기니의 대부분을 장악하고 인접한 뉴브리튼섬에 상륙했다.
남서태평양 전구에서 작전이 계속되는 동안, 미군은 1943년 11월 타라와 전투를 시작으로 중앙 태평양에서 공세를 시작했다. 미국은 다음으로 마셜 제도와 캐롤라인 제도의 일본군 진지를 점령했다. 1944년 6월, 미국은 마리아나 제도의 사이판에 대한 공격을 시작했으며, 7월 초에 14,000명의 사상자를 내고 섬을 장악했다. 사이판 전투가 계속되는 동안, 미국은 필리핀해 해전에서 주요 해군 승리를 거두어 일본 항공모함 3척을 격침시켰다. 1944년 7월, 루스벨트는 니미츠와 맥아더를 만났고, 그 자리에서 남서 태평양과 중앙 태평양 전역의 계속을 승인했다. 맥아더의 부대는 필리핀을 향한 진격을 계속할 것이고, 중앙 태평양 전역은 일본을 향해 나아갈 것이었다. 미국은 1944년 10월 필리핀 레이테에 상륙했고, 일본의 네덜란드령 동인도에서 석유 보급로의 중요한 위치를 차지하고 있었던 필리핀 제도 때문에 일본 해군의 대응을 유발했다. 일본 해군은 그 결과 발생한 레이테만 전투에서 궤멸되었는데, 이 전투는 때때로 "역사상 가장 큰 해전"으로 불리기도 한다. 맥아더의 부대는 12월에 레이테를 장악했으며, 1945년 3월까지 필리핀의 통제권을 거의 되찾았다.
미국은 1944년 11월부터 마리아나 제도에서 일본에 대한 전략 폭격을 시작했지만, 일본은 일본 열도를 방어하는 몇몇 섬들을 여전히 통제하고 있었다. 1945년 2월, 미국은 방어력이 강한 이오지마에 대한 침공을 시작하여 다음 달에 섬을 장악했다. 4월 1일, 미국은 류큐 제도에서 가장 큰 섬인 오키나와섬에 상륙했다. 일본군은 미국인들이 섬에 상륙하도록 허용한 후, 일본 항공기의 가미카제 자살 공격을 포함한 맹렬한 공격을 시작했다. 오키나와 주둔 일본군은 1945년 6월까지 버텼으며, 미군은 작전 중 60,000명 이상의 사상자를 냈다.

## 전후 계획

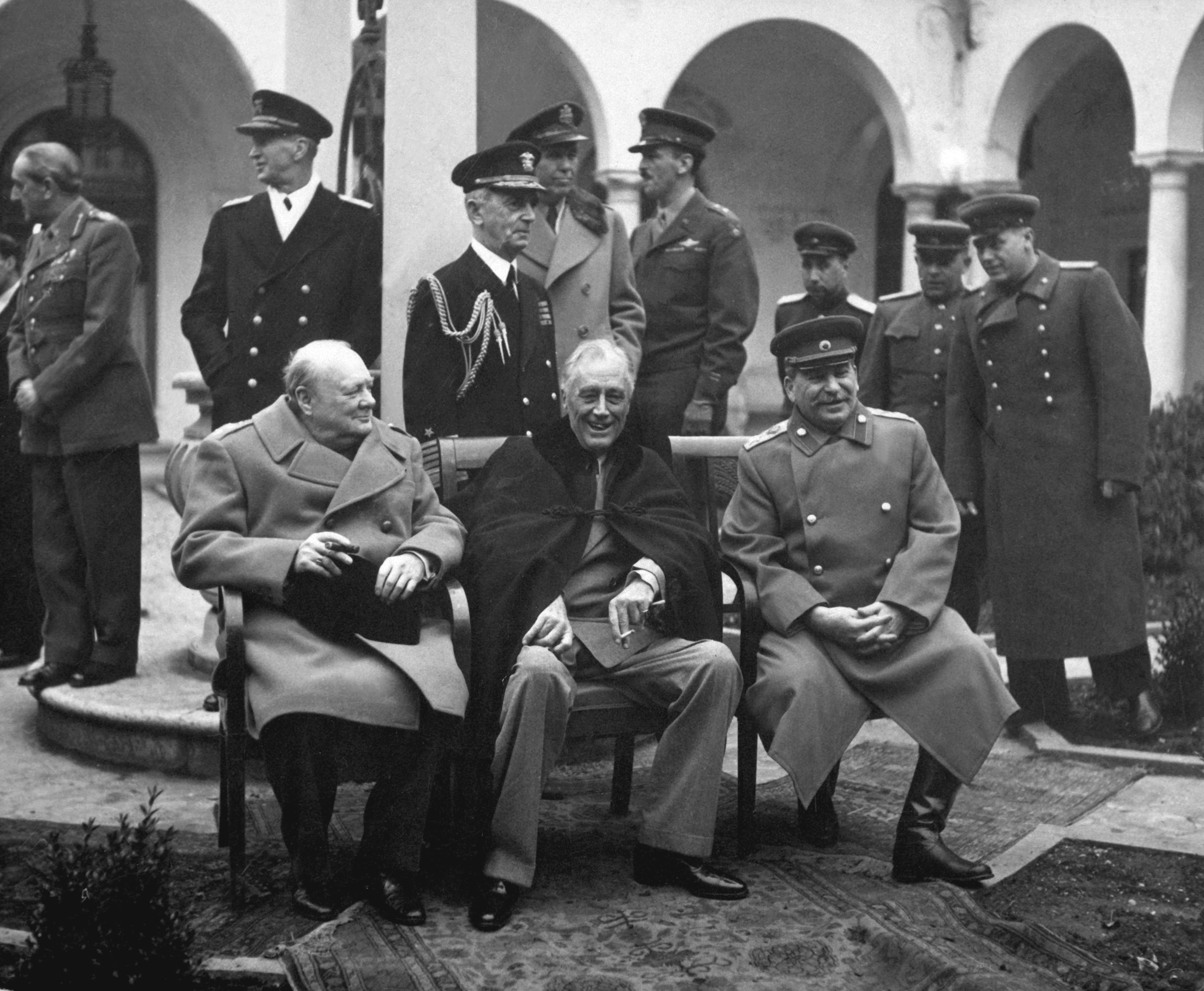
루스벨트 서거 두 달 전 처칠, 루스벨트, 스탈린의 얄타 회담 모습

1943년 말, 루스벨트, 처칠, 스탈린은 테헤란 회담에서 전략과 전후 계획을 논의하기 위해 만나기로 합의했는데, 이는 루스벨트가 스탈린과 처음으로 직접 만나는 자리였다. 회담에서 영국과 미국은 1944년에 독일에 대한 제2전선을 개시하기로 약속했고, 스탈린은 미정의 날짜에 일본과의 전쟁에 참전하기로 약속했다. 루스벨트는 또한 발트 3국에 대한 소련의 통제와 폴란드 국경을 서쪽으로 이동시키려는 소련의 계획을 개인적으로 수용하겠다는 의사를 밝혔다. 한편 스탈린은 독일 패배 후 일본과의 전쟁에 참전하기로 약속했다.
1944년 연합국이 주요 승리를 거두면서 전후 계획이 점점 더 중요해졌다. 윌슨주의를 계승하여 루스벨트는 유엔 설립을 최우선 과제로 삼았다. 이는 국제연맹을 계승하는 영구적인 정부간 조직이 될 것이었다. 루스벨트는 이 조직이 워싱턴, 모스크바, 런던, 베이징에 의해 통제될 것이며, 모든 주요 세계 문제를 해결할 것이라고 예상했다. 전시 경제 호황과 대공황의 경험은 많은 미국인들에게 무역 장벽을 낮출 필요성을 확신시켰다. 무기대여법 협정에는 관세 철폐 조항이 포함되었고, 미국은 특히 영국의 제국 특혜 관세 시스템의 해체를 강력히 원했다. 브레턴우즈 회의에서 연합국은 통화 안정을 제공할 국제 통화 기금과 전후 재건 자금을 조달할 세계은행의 창설에 합의했다.
루스벨트, 처칠, 스탈린은 1945년 2월 얄타 회담에서 두 번째로 만났다. 유럽 전쟁이 끝나가면서 루스벨트의 주요 초점은 스탈린을 설득하여 일본과의 전쟁에 참전하도록 하는 것이었는데, 이는 일본에 대한 연합군 침공의 사상자 추정치가 가정에 따라 수십만 명에서 수백만 명에 달했기 때문이다. 일본과의 전쟁 참전에 대한 대가로 소련은 사할린섬과 같은 아시아 영토에 대한 통제권을 약속받았다. 1945년 초까지 소련군이 동유럽의 대부분을 통제하고 있었기 때문에 루스벨트는 동유럽 국가들에 대한 소련의 행동에 대해 거의 영향력을 행사할 수 없었다. 그는 소련군 병력의 폴란드 즉시 철수를 강요하지 않았지만, 독일에게 점령되었던 국가들에서 자유 선거를 약속하는 해방된 유럽 선언 발행은 이끌어냈다. 소련의 압력에도 불구하고 루스벨트와 처칠은 전쟁 후 독일에 막대한 배상금과 탈산업화를 부과하는 것에 동의하기를 거부했다. 얄타 회담에서 루스벨트의 역할은 논란이 되어왔다. 비판론자들은 그가 소련이 동유럽에서 자유 선거를 허용할 것이라고 순진하게 믿었다고 비난하는 반면, 지지자들은 소련 점령과 전쟁 중 및 전후 소련과의 협력 필요성을 고려할 때 루스벨트가 동유럽 국가들을 위해 할 수 있는 일이 거의 없었다고 주장한다.

### 유엔 창설
루스벨트는 1919-20년에 국제연맹의 강력한 지지자였지만 윌슨이 저지른 실수를 피하기로 결심했다. 유엔은 루스벨트의 전후 최우선 과제였다. 그는 공화당 지도부와의 완전한 조정을 주장했다. 그는 아서 밴던버그 미시간주 상원의원, 그리고 워렌 오스틴 버몬트주 상원의원 등 주요 공화당 인사들이 동참하도록 했다. 넓은 의미에서 루스벨트는 유엔이 사소한 문제를 해결하고, 모두 거부권을 가진 강대국들 사이에서 발생하는 모든 주요 문제를 해결하는 주요 메커니즘을 제공할 수 있다고 믿었다. 루스벨트에게 유엔 창설은 전쟁 노력 전체의 가장 중요한 목표였다. 루스벨트는 특히 국제적인 인권 보호에 관심을 가졌고, 이 분야에서 그의 아내 또한 중요한 역할을 했다.
연합국은 1944년 덤버턴오크스 회의에서 새로운 기구의 기본 구조에 합의했다. 얄타에서 루스벨트, 처칠, 스탈린은 유엔 설립과 유엔 안전 보장 이사회 구조에 합의했다. 스탈린은 거부권을 주장했고 루스벨트는 마침내 동의했다. 얄타 참가자들은 또한 유엔이 1945년 4월 샌프란시스코에서 국제 기구에 관한 연합국 회의에서 처음으로 소집될 것이라는 데 동의했다. 루스벨트는 유엔을 자신의 가장 중요한 유산으로 여겼다. 그는 국내외적으로 처칠과 스탈린과 함께 지속적인 배후 정치적 지지를 제공했다. 미국, 영국, 소련, 중국의 빅 4가 주요 결정을 내릴 것이며, 프랑스는 나중에 전능한 안보 이사회의 상임이사국이 될 것이었다. 각국은 거부권을 가짐으로써 이론적으로 자국 의회에 반하여 회원국들에게 행동을 명령할 수 있었던 국제연맹의 치명적인 약점을 피했다.

### 반제국주의
영국, 프랑스, 네덜란드 지도자들은 모두 전쟁 후 식민지 소유권을 유지하거나 되찾기를 희망했다. 미국은 전쟁이 끝난 후 필리핀 자치령에 독립을 부여하는 데 전념했으며, 루스벨트는 처칠에게 인도, 버마, 말라야, 홍콩의 독립에 대해서도 유사하게 약속하도록 자주 압력을 가했다. 그의 동기에는 원칙적인 식민주의 반대, 전쟁 결과에 대한 실용적인 우려, 그리고 미래의 독립 인도에서 미국에 대한 지지를 구축할 필요성이 포함되었다. 처칠은 제국주의에 깊이 헌신했고 강하게 반발했다. 미국은 중국을 지원하기 위해 인도에서 영국의 협력이 필요했기 때문에 루스벨트는 반식민주의를 철회해야 했다. 이는 인도 민족주의 지도자들을 화나게 했지만, 이들 지도자 대부분은 일본과의 전쟁을 지지하지 않았기 때문에 전쟁 기간 내내 영국 감옥에 수감되었다. 루스벨트는 또한 프랑스가 식민지 통치와 추축국 저항에서 가장 형편없는 성과를 보였다고 믿었다. 그는 전쟁이 끝난 후 프랑스령 인도차이나를 국제 신탁 통치 하에 두어야 한다고 주장했다. 이는 신탁 통치 개념이 더욱 확산될 경우 자신들의 식민지를 잃을까 우려했던 영국의 반대에 부딪혔다. 루스벨트는 또한 1895년 이후 일본이 점령한 중국 영토를 반환할 것을 약속했으며, 중국에서 미국의 특수 권리 관행을 종료했다.

## 루스벨트의 건강
평론가 데니스 던에 따르면, 『죽어가는 대통령: 프랭클린 D. 루스벨트, 1944-1945』(1998)는 다음과 같이 주장했다.
루스벨트가 너무 아파 (심혈관 질환으로) 대통령직을 수행할 수 없었고, 그의 신체적 장애가 1944-45년에 일련의 오판과 실수를 초래했다고 설득력 있게 주장한다. 여기에는 일본에 대한 원자폭탄 사용 필요성에 대한 연구 부족, 홀로코스트 범죄 증거에 대한 무관심, 중국과 중국 공산주의에 대한 무관심, 전후 미국 외교 정책에 치명적인 결과를 초래한 베트남 내 프랑스 개입에 대한 무심한 지지, 터무니없는 모건소 플랜에 대한 무심한 지지, 그리고 트루먼을 양심 없이 고립시킨 것 등이 포함된다.

## 연표
- 1933년 – 몬테비데오 협약. 프랭클린 D. 루스벨트 대통령이 "굿 네이버 정책"을 선언하며 미주 관계에 대한 무력 개입에 대한 미국의 반대를 표명.
- 1933년 – 대공황을 해결하기 위한 런던경제회의가 미국 철수 후 붕괴.
- 1933년 – 미국, 소련을 외교적으로 승인.
- 1935년 – 1935년 중립법; 전쟁 발발 시 모든 무기 선적 금지 (석유, 철강, 화학 물질 선적은 허용); 미국 시민은 교전국 선박 탑승 시 본인 위험 부담.
- 1936년 – 1936년 중립법; 교전국에 대출 금지.
- 1936년 – 스페인 내전; 미국은 중립; 미국 가톨릭 신자들은 국민파를 지지; 좌익 세력은 공화파를 지지.
- 1937년 – 1937년 중립법; 1935년 법이 내전에도 적용.
- 1937년 – 일본, 중국 침공, 전면전 및 중국인에 대한 많은 잔혹 행위; 일본, 주요 도시와 해안 점령; 미국인들은 중국에 강력히 동정적; 루스벨트, 중립법 발동 안 함.
- 1937년 – 난징 전투 중 일본 항공기, 미국 포함인 USS Panay호와 Standard Oil 유조선 3척을 양쯔강에서 침몰시킴.
- 1938년 – 뮌헨 조약은 유화정책 명분으로 체코슬로바키아를 희생시킴; 미국은 개입하지 않지만 반대하지도 않음.
- 1939년 – 제2차 세계 대전 유럽에서 시작, 미국 초기 중립.
- 1940년 – 미국 정보기관, MAGIC으로 일본 외교 암호 해독.[281]
- 1941년 –

— 7월 29일 일본, 프랑스령 인도차이나 남부 절반 점령, 위협적인 움직임으로 간주됨.
— 7월 30일 미국, 영국 및 네덜란드 망명정부와 함께 일본에 대한 무역 금수 조치 시행, 특히 석유.
— 8월 13일 대서양 헌장. 뉴펀들랜드섬 해안에서 영미 정상 회담. 루스벨트와 윈스턴 처칠 합의 (1) 미국이나 영국이 영토적 이득을 추구하지 않음, (2) 영토 조정은 관련 국민의 동의에 따라야 함, (3) 국민은 자국 정부를 선택할 권리가 있음, (4) 무역 장벽 완화, (5) 군축이 있어야 함, (6) 부족과 공포로부터의 자유가 있어야 함 (루스벨트의 "네 가지 자유"), (7) 해양의 자유가 있어야 함, (8) 국가들의 연합이 있어야 함. 헌장은 자신들을 "유엔"이라 부르는 연합국에 의해 수용됨.
— 10월 31일 미국 구축함 USS 루벤 제임스, U보트에 의해 침몰. 독일-미국 긴장 고조.
— 12월 6일 미국 정보기관, 진주만 공격 예측 실패.
— 12월 7일 진주만 공격. 일본 해군의 기습 공격으로 미국 타격.
— 12월 11일 독일과 이탈리아, 미국에 선전포고.
- 1942년

— 8월 8일 리그너 전문 워싱턴에 수신. 세계 유대인 회의의 게하르트 M. 리그너, 독일이 유럽 유대인 절멸 작전에 참여하고 있다는 신뢰할 수 있는 정보 입수.
- 1943년 –

— 1월 카사블랑카 회담. 루스벨트와 처칠, 유럽 전략 계획을 위해 회담. 추축국들의 무조건 항복, 소련의 원조와 참여, 시칠리아와 이탈리아 침공 계획.
— 10월 30일 모스크바 선언. 미국, 영국, 소련의 공동 성명, 연합국의 승리 후 독일 지도자들을 전쟁 범죄로 재판할 것을 약속.
— 11월 카이로 회담. 루스벨트, 처칠, 장제스가 전후 아시아에 대한 결정을 내리기 위해 회담: 일본은 모든 영토를 반환하고, 한국은 독립.
— 11월 테헤란 회담. 루스벨트와 처칠, 스탈린과 회담.
- 1944년 – 7월 통화 및 금융 회의, 뉴햄프셔주 브레턴우즈에서 개최; 국제 통화 기금과 국제부흥개발은행 (세계은행) 창설, 전쟁으로 황폐해진 국가들을 돕고 국제통화제도를 안정화하기 위해.
- 1944년 – 8월 워싱턴에서 덤버턴오크스 회의 개최;
- 1945년 – 2월 4-11일 얄타 회담, 이오시프 스탈린 및 처칠과; 동유럽 분할에 합의.
- 1945년 – 독일 항복 (유럽 전승 기념일)
- 1945년 – 7월 17일 – 8월 2일 포츠담 회담; 해리 S. 트루먼 대통령이 스탈린 및 영국 총리 클레멘트 애틀리와 회담; 스탈린에게 원자폭탄을 알림; 일본에 최후의 항복 경고; 독일 (및 오스트리아) 4개 점령 지대로 분할.

## 같이 보기
- 유화정책
- 제2차 세계 대전의 원인
- 제2차 세계 대전의 외교사
- 미국의 외교 정책
- 해리 S. 트루먼 행정부의 외교 정책
- 유엔의 역사 § 기원
- 국제 관계 (1919년-1939년), 세계적 관점
- 미국 외교사 연표
- 미국 고립주의#양 세계 대전 사이의 고립주의, 고립주의에 대해
- 제2차 세계 대전 기간의 영국-미국 관계
- Allies at War: How the Struggles Between the Allied Powers Shaped the War and the World by 팀 부버리 (2025)

### 참고 문헌
- Black, Conrad (2005) [2003], 《Franklin Delano Roosevelt: Champion of Freedom》, Public Affairs, ISBN 9781586481841 1276pp interpretive detailed biography
- Brands, HW (2009), 《Traitor to His Class: The Privileged Life and Radical Presidency of Franklin Delano Roosevelt》
- Burns, James MacGregor (1956). 《Roosevelt: The Lion and the Fox》. scholarly biography to 1940; online.
  - Burns, James MacGregor (1970). 《Roosevelt: The Soldier of Freedom》. San Diego: Harcourt Brace Jovanovich. ISBN 978-0-15-178871-2.
- Churchill, Winston (1977). 《The Grand Alliance》. Houghton Mifflin Harcourt. ISBN 0-395-41057-6.
- Dallek, Robert. "Franklin Roosevelt as World Leader." American Historical Review 76.5 (1971): 1503–1513. online
- Dallek, Robert, ed. The Roosevelt Diplomacy and World War II (1970), excerpts from 14 experts
- Dallek, Robert (1995). 《Franklin D. Roosevelt and American Foreign Policy, 1932–1945》. Oxford University. a standard scholarly history; online
- Kennedy, David M. (1999). 《Freedom from Fear: The American People in Depression and War, 1929-1945》. Oxford University Press. ISBN 978-0195038347.
- Leuchtenburg, William E. (1963). 《Franklin D. Roosevelt and the New Deal, 1932–1940》. Harpers. ISBN 9780061330254., widely cited survey; online
- Leuchtenburg, William (2015). 《The American President: From Teddy Roosevelt to Bill Clinton》. Oxford University Press.
- O'Brien, Phillips Payson. The Second Most Powerful Man in the World: The Life of Admiral William D. Leahy, Roosevelt's Chief of Staff (2019). excerpt
- Sainsbury, Keith (1994). 《Churchill and Roosevelt at War: The War They Fought and the Peace They Hoped to Make》. New York University Press. ISBN 0-8147-7991-3.
- Smith, Jean Edward (2007). 《FDR》. New York: Random House. ISBN 9781400061211. 858pp

### 외교 정책과 제2차 세계 대전
- Andrew, Christopher. For the President's Eyes Only: Secret Intelligence and the American Presidency from Washington to Bush (1995), pp 75–148.
- Barron, Gloria J. Leadership in Crisis: FDR and the Path to Intervention (1973).
- Berthon, Simon; Potts, Joanna (2007). 《Warlords: An Extraordinary Re-creation of World War II Through the Eyes and Minds of Hitler, Churchill, Roosevelt, and Stalin》. Da Capo Press. ISBN 978-0-306-81538-6.
- Beschloss, Michael (2002). 《The Conquerors: Roosevelt, Truman, and the destruction of Hitler's Germany, 1941–1945》. New York: Simon & Schuster. ISBN 978-0-684-81027-0.
- Bosworth, Richard, and Joseph Maiolo, eds. The Cambridge History of the Second World War: Volume 2, Politics and Ideology (Cambridge University Press, 2015) essays by experts; covers diplomacy.
- Dallek, Robert. Franklin D. Roosevelt and American Foreign Policy, 1932–1945 (2nd ed. 1995) standard scholarly survey online
- Divine, Robert A. The reluctant belligerent: American entry into World War II (1965) online
- Divine, Robert A. Second chance; the triumph of internationalism in America during World War II (1967) online
- Divine, Robert A. Foreign policy and U.S. presidential elections, 1940-1948 (1974) online  pp 3–90 on 1940, 91 to 166 on 1944.
- Feis, Herbert. Churchill Roosevelt Stalin: The War they waged and the Peace they sought (1957) online
- Feis, Herbert. China Tangle: The American Effort in China from Pearl Harbor to the Marshall Mission (1953). ch 1-6 online
- Heinrichs, Waldo H. Threshold of war: Franklin D. Roosevelt and American entry into World War II (Oxford UP, 1989) online free
- Herring, George C. (2008). 《From Colony to Superpower; U.S. Foreign Relations Since 1776》. Oxford University Press. ISBN 978-0-19-507822-0.
- Hoopes, Townsend and Brinkley, Douglas, FDR and the Creation of the U.N. (New Haven: Yale University Press, 1997), ISBN 0-300-08553-2
- Johnstone, Andrew. "US Foreign Relations During World War II." in A Companion to US Foreign Relations: Colonial Era to the Present (2020): 418–445.
- Kimball, Warren F. The Most Unsordid Act: Lend-Lease, 1939-1941 (1969). online
- Kimball, Warren F. "Franklin D. Roosevelt and World War II," Presidential Studies Quarterly Vol. 34#1 (2004) pp 83+.
- Langer, William L. and S. Everett Gleason. The Challenge to Isolation: The World Crisis of 1937–1940 and American Foreign Policy (1952); The Undeclared War: 1940–1941: The World Crisis and American Foreign Policy (1953); highly detailed scholarly narrative vol 2 online
- Larrabee, Eric (1987), 《Commander in Chief: Franklin Delano Roosevelt, His Lieutenants, and Their War》, Harper & Row, ISBN 978-0-06-039050-1. Detailed history of how FDR supervised the strategy.
- Lyon, Alynna J. "Reversing Isolationism: Contending Narratives, US Politics, and the Creation of the United Nations." International Organizations (2018) 9#1 pp: 7-23. online
- McNeill, William Hardy. America, Britain, and Russia: their co-operation and conflict, 1941-1946 (1953), a major scholarly study
- Marks, Frederick W. Wind over sand: the diplomacy of Franklin Roosevelt (1988) online free
- Miscamble, Wilson D. (2007). 《From Roosevelt to Truman: Potsdam, Hiroshima, and the Cold War》. Cambridge University Press. ISBN 978-0-521-86244-8.
- Olson, Lynne. Those angry days: Roosevelt, Lindbergh, and America's fight over World War II, 1939-1941 (Random House, 2013).
- Persico, Joseph E. Roosevelt's Secret War: FDR and World War II Espionage (Random House, 2002).
- Sherwood, Robert E (1949), 《Roosevelt and Hopkins: an Intimate History》, Harper, hdl:2027/heb.00749, ISBN 9780060138455, Pulitzer Prize; published in England as The White House Papers Of Harry L. Hopkins Vol. I (1948); online
- Smith Gaddis. American diplomacy during the Second World War, 1941-1945 (2nd ed. Knopf, 1985)
- Steele, Richard. "The Great Debate: Roosevelt, the Media, and the Coming of the War, 1940-1941," Journal of American History 71 (1984): 69–92. online
- Stoler, Mark A. The Politics of the Second Front: American Military Planning and Diplomacy in Coalition Warfare, 1941-1943 (1977)
- Stoler, Mark A. Allies and Adversaries: The Joint Chiefs of Staff, the Grand Alliance, and US Strategy in World War II (UNC Press, 2000).
- Stoler, Mark A. "George C. Marshall and the 'Europe-First' Strategy, 1939-1951: A Study in Diplomatic as well as Military History." Journal of Military History 79.2 (2015). online
- Tierney, Dominic. FDR and the Spanish Civil War: Neutrality and Commitment in the Struggle That Divided America (Duke University Press, 2007).
- Tierney, Dominic. "Franklin D. Roosevelt and Covert Aid to the Loyalists in the Spanish Civil War, 1936–39." Journal of Contemporary History 39.3 (2004): 299–313. online
- Woolner, D., W. Kimball and D. Reynolds, eds. FDR's World: War, Peace, and Legacies (2008) essays by scholars excerpt; also abstract of ewach chapter

## 더 읽어보기

### 인물 전기
- Berthon, Simon. Warlords an extraordinary re-creation of World War II through the eyes and minds of Hitler, Churchill, Roosevelt, and Stalin (2006) online
- Beschloss, Michael R. The conquerors: Roosevelt, Truman, and the destruction of Hitler's Germany, 1941-1945 (2002) online
- Butler, Michael A. (1998), 《Cautious Visionary: Cordell Hull and Trade Reform, 1933–1937》, Kent, Ohio: Kent State University Press, ISBN 978-0-87338-596-1.
- Dallek, Robert. "Franklin Roosevelt as World Leader." American Historical Review 76.5 (1971): 1503–1513.
- Devine, Michael J. "Welles, Sumner" in American National Biography (1999), v. 23 available online
- Feis, Herbert. Churchill, Roosevelt, Stalin: the war they waged and the peace they sought (Princeton University Press, 1957), World War II; online
- Freidel, Frank. Franklin D. Roosevelt: A Rendezvous with Destiny (1991), complete biography. 710pp excerpt; also online
  -     - Freidel, Frank. "FDR vs. Hitler: American Foreign Policy, 1933-1941" Proceedings of the Massachusetts Historical Society Vol. 99 (1987), pp. 25–43 online. drawn from the 1991 book
- Haglund, David G. "George C. Marshall and the Question of Military Aid to England, May–June 1940," Journal of Contemporary History 15 (1980): 745–60; the general was reluctant.
- Hamby, Alonzo. For the survival of democracy: Franklin Roosevelt and the world crisis of the 1930s (2004) online
- Kinsella, William E. Jr. "The Prescience of a Statesman: FDR's Assessment of Adolf Hitler before the World War, 1933-1941," in Franklin D. Roosevelt: The Man, the Myth, the Era, 1882-1945, ed. Herbert D. Rosenbaum and Elizabeth Bartelme, (Greenwood, 1987) : 73–84.
- O'Sullivan, Christopher D., Sumner Welles, Postwar Planning, and the Quest for a New World Order, 1937–1943 (2007), available online
- O'Sullivan, Christopher. Harry Hopkins: FDR's Envoy to Churchill and Stalin. (2014)
- Pederson, William D. and Steve Howard, eds. Franklin D.Roosevelt and the Formation of the Modern World (2002) essays by scholars; excerpt
- Pratt, Julius W. Cordell Hull, 1933–44, 2 vol. (1964)
- Roll, David. The Hopkins Touch: Harry Hopkins and the Forging of the Alliance to Defeat Hitler (2012) excerpt and text search and author webcast presentation
- Sainsbury, Keith. Churchill and Roosevelt at war: the war they fought and the peace they hoped to make (1994) online
- Schmitz, David F. The Triumph of Internationalism: Franklin D. Roosevelt and a World in Crisis, 1933-1941 (2007)
- Sherwood, Robert E. Roosevelt and Hopkins (1948), memoir by senior FDR aide; Pulitzer Prize. online
- Tuttle, Dwight William. Harry L. Hopkins and Anglo-American-Soviet Relations, 1941-1945 (1983)
- Welles, Benjamin, Sumner Welles: FDR's Global Strategist: A Biography, (1997)

### 루스벨트 정책 개요
- Dallek, Robert. Franklin D. Roosevelt and American Foreign Policy 1932–1945 (1979) the major scholarly survey; online
- Doenecke, Justus D. and John E. Wilz. From Isolation to War: 1931 - 1941 (2015).
- Johnstone, Andrew. "U.S. Foreign Relations during World War II" in Christopher R. W. Dietrich, ed. A Companion to US Foreign Relations: Colonial Era to the Present (2020) pp: 418–445. online
- Patel, Kiran Klaus. "Insulation: The presidency of Franklin D. Roosevelt during the years 1933–1941." in Christopher R. W. Dietrich, ed. A Companion to US Foreign Relations: Colonial Era to the Present (2020) pp: 382–399. online
- Smith, Gaddis. American Diplomacy During The Second World War, 1941–45 (1965) online

### 고립주의와 비개입주의
- Byrnes, Mark S. Radio and the Great Debate Over US Involvement in World War II (Rowman & Littlefield, 2022) online
- Chambers, John Whiteclay. "The movies and the antiwar debate in America, 1930-1941." Film & History: An Interdisciplinary Journal of Film and Television Studies 36.1 (2006): 44–57. excerpt
- Carlisle, Rodney. "The Foreign Policy Views of an Isolationist Press Lord: W.R. Hearst and the International Crisis, 1936-41." Journal of Contemporary History 9.3 (1974): 217–227.
- Cole, Wayne. Roosevelt and the Isolationists, 1932–45 (1983)
- Cole, Wayne S. "America First and the South, 1940-1941." Journal of Southern History 22.1 (1956): 36–47. online
- Cole, Wayne S. "The America First Committee." Journal of the Illinois State Historical Society 44.4 (1951): 305–322. online
- Cole, Wayne S. Senator Gerald P. Nye and American Foreign Relations (U of Minnesota Press, 1962).
- Cull, Nicholas John. Selling war: The British propaganda campaign against American "neutrality" in World War II (Oxford UP, 1995).
- Doenecke, Justus D. "American Isolationism, 1939-1941." Journal of Libertarian Studies 6.3-4 (1982): 201–216. online short survey by a leading scholar
- Doenecke, Justus D. "Explaining the Antiwar Movement, 1939-1941: The Next Assignment." Journal of Libertarian Studies 8.1 (1986): 139-162 online.
- Doenecke, Justus D. "Beyond Polemics: An Historiographical Re-Appraisal of American Entry into World War II." History Teacher 11 (Feb 1979): 217–51.
- Jeans, Roger B. American Isolationists: Pro-Japan Anti-interventionists and the FBI on the Eve of the Pacific War, 1939–1941 (Rowman & Littlefield, 2020) online
- Kupchan, Charles A. Isolationism: A History of America's Efforts to Shield Itself from the World (Oxford UP, 2020).

### 전문 연구
- Accinelli, R. D. "Peace Through Law: The United States and the World Court, 1923-1935". Historical Papers / Communications historiques, 7#1 (1972) 247–261. https://doi.org/10.7202/030751a
- Adams, Dale. "Saludos amigos: Hollywood and FDR's good neighbor policy." Quarterly Review of Film and Video 24.3 (2007): 289–295.
- Beck, Earl R. "The Good Neighbor Policy, 1933–1938", Historian 1#2 pp. 110–131 JSTOR 24435879.
- Johnstone, Andrew. Dilemmas of internationalism: The American Association for the United Nations and US foreign policy, 1941-1948 (Routledge, 2016).
- Brucken, Rowland. A Most Uncertain Crusade: The United States, the United Nations, and Human Rights, 1941–1953 (Northern Illinois University Press, 2013) dissertation version
- Kahn, Gilbert N. "Presidential Passivity on a Nonsalient Issue: President Franklin D. Roosevelt and the 1935 World Court Fight." Diplomatic History 4.2 (1980): 137–160.
- Koppes, Clayton R. "The good neighbor policy and the nationalization of Mexican oil: A reinterpretation." Journal of American History 69.1 (1982): 62–81. online
- Lande, Nathaniel. Spinning History: Politics and Propaganda in World War II (Skyhorse+ ORM, 2017).
- Marolda, Edward J. ed. FDR and the US Navy (1998) excerpt
- Morris, Charles R. A Rabble of Dead Money: The Great Crash and the Global Depression: 1929–1939 (PublicAffairs, 2017), 389 pp. online review
- Schuler, Friedrich E. Mexico between Hitler and Roosevelt: Mexican foreign relations in the age of Lázaro Cárdenas, 1934–1940 (1999).
- Spellacy, Amy. "Mapping the Metaphor of the Good Neighbor: Geography, Globalism, and Pan-Americanism during the 1940s." American Studies 47.2 (2006): 39–66. online
- Wood, Bryce. The Making of the Good Neighbor Policy. (Columbia University Press 1961) old scholarly overview.

### 유럽에서 제2차 세계 대전 발발 직전
- Casey, Steven. Cautious crusade: Franklin D. Roosevelt, American public opinion, and the war against Nazi Germany (Oxford University Press, 2001) uses poll data.
- Doenecke, Justus D. Storm on the Horizon: The Challenge to American Intervention, 1939-1941 (2000) excerpt
- Dunn, Susan. Blueprint for War: FDR and the Hundred Days That Mobilized America (Yale University Press, 2018).
  - online review
- Langer, William L., and S. Everett Gleason. The challenge to isolation: 1937-1940 (1952), a standard scholarly history online
- Langer, William L., and S. Everett Gleason. The undeclared war: the world crisis and American foreign policy; 1940-1941. (1953). online
- Steiner, Zara. The Triumph of the Dark: European International History 1933-1939 (2013) 1220pp; excerpt, European perspective

### 영국, 캐나다, 대영 제국
- Allen, R.G.D. "Mutual Aid between the U.S. and the British Empire, 1941–5", in Journal of the Royal Statistical Society no. 109 #3, 1946. pp 243–77 in JSTOR detailed statistical data on Lend Lease
  - Azzi, Stephen. Reconcilable Differences: A History of Canada-US Relations (Oxford University Press, 2014)
- Bailey, Gavin J. Arsenal of Democracy: Aircraft Supply and the Anglo-American Alliance, 1938-1942 (Edinburgh University Press, 2013).
- Boyle, Peter. "Reversion to isolationism? The British foreign office view of American attitudes to isolationism and internationalism during World War II." Diplomacy and Statecraft 8.1 (1997): 168–183.
- 참리, 존. Churchill's Grand Alliance: The Anglo-American Special Relationship 1940–57 (1996);
- Clarke, Sir Richard. Anglo-American Economic Collaboration in War and Peace, 1942-1949. (1982), British perspective; online
- Collier, Basil. The lion and the eagle; British and Anglo-American strategy, 1900-1950 (1972) online
- Cull, Nicholas John. Selling war: The British propaganda campaign against American "neutrality" in World War II (Oxford UP, 1995).
- Dobson, Alan P. U.S. Wartime Aid to Britain, 1940-1946 (London, 1986).
- Kimball, Warren F. Forged in war : Roosevelt, Churchill, and the Second World War (1997) online
- Louis, William Roger. Imperialism at Bay: The United States and the Decolonization of the British Empire, 1941-1945. 1977.
- McKercher, B. J. C. Transition of Power: Britain's Loss of Global Pre-eminence to the United States, 1930-1945 (1999) 403pp
- McKercher, BJ C. Britain, America, and the Special Relationship since 1941 (Routledge, 2017).
- McNeill, William Hardy. America, Britain, & Russia: their co-operation and conflict, 1941-1946 (1953), a major scholarly survey
- Perras, Galen Roger. Franklin Roosevelt and the Origins of the Canadian-American Security Alliance, 1933–1945: Necessary, but Not Necessary Enough (Praeger Publishers, 1998)
- Reynolds, David. The Creation of the Anglo-American Alliance 1937-1941: A Study on Competitive Cooperation (1981)
- Reynolds, David. From World War to Cold War: Churchill, Roosevelt, and the International History of the 1940s (2007) excerpt and text search
- Sainsbury, Keith. The Turning Point: Roosevelt, Stalin, Churchill, and Chiang-Kai-Shek, 1943: the Moscow, Cairo, and Teheran Conferences (Oxford University Press, USA, 1986) online
- Whelan, Bernadette. De Valera and Roosevelt: Irish and American diplomacy in times of crisis, 1932–1939 (Cambridge UP, 2021). online review
- Williams, Andrew J. France, Britain and the United States in the Twentieth Century 1900–1940 (2014). 133–171.
- Wilson, Theodore A. The first summit : Roosevelt and Churchill at Placentia Bay, 1941 (1991) online; covers Atlantic Charter
- Woods, Randall Bennett. A Changing of the Guard: Anglo-American Relations, 1941-1946 (1990) online

### 프랑스
- Berthon, Simon. Allies at War: The Bitter Rivalry among Churchill, Roosevelt, and de Gaulle. (2001). 356 pp. online
- Blumenthal, Henry. Illusion and Reality in Franco-American Diplomacy, 1914–1945 (1986)
- Cogan, Charles. Oldest Allies, Guarded Friends: The United States and France Since 1940 (1994)
- Haglund, David G, "Roosevelt as 'Friend of France'—But Which One?" Diplomatic History 31#5 (2007), pp. 883–907 online
- Hurstfield, Julian G. America and the French Nation, 1939–1945 (1986). replaces Langer's 1947 study of FDR & Vichy France
- Langer, William L. Our Vichy Gamble (1947), defends FDR's policy 1940–42
- McVickar Haight Jr, John. "Roosevelt as Friend of France" Foreign Affairs 44#3 (1966), pp. 518–526 online
- Rossi, Mario. Roosevelt and the French (Praeger, 1993).
- 밀턴 비어스트. Hostile Allies: FDR and Charles De Gaulle (1965)
- Williams, Andrew J. France, Britain and the United States in the Twentieth Century 1900–1940 (2014). pp 133–171.
- Zahniser, Marvin R. "Rethinking the Significance of Disaster: The United States and the Fall of France in 1940" International History Review 14#2 (1992), pp. 252–276 online

### 독일과 이탈리아
- Farnham, Barbara Reardon. Roosevelt and the Munich crisis: A study of political decision-making (Princeton University Press, 2021).
- Fischer, Klaus P. Hitler & America (2011)
- Frye, Alton. Nazi Germany and the American Hemisphere, 1933–1941 (1967).
- Herring Jr. George C. Aid to Russia, 1941-1946: Strategy, Diplomacy, the Origins of the Cold War (1973)
- Norden, Margaret K. "American Editorial Response to the Rise of Adolf Hitler: A Preliminary Consideration." American Jewish Historical Quarterly 59#3 (1970): 290–301. in JSTOR
- Offner, Arnold A. American Appeasement: United States Foreign Policy and Germany, 1933–1938 (Harvard University Press, 1969) * Plesch, Dan. America, Hitler and the UN: How the Allies Won World War II and Forged a Peace (2010).
- Schmitz, David F. The United States and fascist Italy, 1922-1940 (1988), pp 135–320. online
- Watt, Donald. "Roosevelt and Neville Chamberlain: two appeasers." International Journal 28.2 (1973): 185–204. online
- Weinberg, Gerhard L. The Foreign Policy of Hitler's Germany (2 vols). (1980) vol 2 online
- Weinberg, Gerhard L. "Hitler's image of the United States." American Historical Review 69#4 (1964): 1006–1021. in JSTOR

### 일본과 중국
- Adams, Frederick C. "The Road to Pearl Harbor: A Reexamination of American Far Eastern Policy, July 1937-December 1938." Journal of American History 58.1 (1971): 73–92. online
- Ben-Zvi, Abraham. The Illusion of Deterrence: The Roosevelt Presidency and the Origins of the Pacific War (Routledge, 2019).
- Borg, Dorothy, Shumpei Okamoto, and Dale K.A. Finlayson, eds. Pearl Harbor as History: Japanese-American Relations, 1931-1941 (Columbia University Press, 1973).
- Davidann, Jon. Cultural diplomacy in US-Japanese relations, 1919-1941 (Springer, 2007).
- 페이스, 허버트. The road to Pearl Harbor : the coming of the war between the United States and Japan (1964) Online
- Feis, Herbert. The China tangle; the American effort in China from Pearl Harbor to the Marshall mission (1965) online
- Heiferman, Ronald Ian. The Cairo Conference of 1943: Roosevelt, Churchill, Chiang Kai-shek and Madame Chiang (McFarland, 2014).
- Jeans, Roger B. American Isolationists: Pro-Japan Anti-interventionists and the FBI on the Eve of the Pacific War, 1939–1941 (Rowman & Littlefield, 2020).
- Langer, William L., and S. Everett Gleason. The challenge to isolation: 1937-1940 (1952), a standard scholarly history online
- Langer, William L., and S. Everett Gleason. The undeclared war: the world crisis and American foreign policy; 1940-1941. (1953). online
- Miller, Edward S. Bankrupting the enemy: the US financial siege of Japan before Pearl Harbor (Naval Institute Press, 2012).
- Nish, Ian. Japanese foreign policy in the interwar period (Greenwood, 2002).
- Pelz, Stephen E. Race to Pearl Harbor (Harvard UP, 2013).
- Record, Jeffrey. A War It Was Always Going to Lose: Why Japan Attacked America in 1941 (Potomac Books, 2010).
- Sainsbury, Keith. The Turning Point: Roosevelt, Stalin, Churchill, and Chiang-Kai-Shek, 1943: the Moscow, Cairo, and Teheran Conferences (Oxford University Press, USA, 1986)
- Schaller, Michael. The US Crusade in China, 1938–1945 (Columbia University Press, 1979).

### 소련
- Bennett, Edward M. Franklin D. Roosevelt and the search for victory: American-Soviet relations, 1939-1945 (1990) online
- Kennan, George Frost. Soviet foreign policy, 1917-1941 (Van Nostrand, 1960), Brief summary with documents
- McNeill, William Hardy. America, Britain, & Russia: their co-operation and conflict, 1941-1946 (1953)
- Nisbet, Robert A Roosevelt and Stalin the failed courtship (1988) online
- Pilarski, Kim ed. Soviet-U.S. relations, 1933-1942 (1989) short essays by American & Soviet scholars online
- Sainsbury, Keith. The Turning Point: Roosevelt, Stalin, Churchill, and Chiang-Kai-Shek, 1943: the Moscow, Cairo, and Teheran Conferences (Oxford University Press, USA, 1986)
- Gaddis, John Lewis. The United States and the origins of the Cold War, 1941-1947 (Columbia University Press, 2000).

### 역사 서술 및 기억
- Cole, Wayne S. "American Entry into World War II: A Historiographical Appraisal." Mississippi Valley Historical Review 43.4 (1957): 595–617.
- Doenecke, Justus D. "Recent Explorations Concerning the Interwar Period." in A Companion to American Foreign Relations (2003): 168+
- Doenecke, Justus D.; Stoler, Mark A. Debating Franklin D. Roosevelt's Foreign Policies, 1933–1945 (2005). ISBN 978-0-8476-9416-7.
- Dunne, Michael. "Isolationism of a Kind: Two Generations of World Court Historiography in the United States," Journal of American Studies (1987) 21#3 pp 327–351.
- Johnstone, Andrew. " US Foreign Relations during World War II" in A Companion to US Foreign Relations: Colonial Era to the Present (2020) pp. 418–445.
- Kimball, Warren F. "The Incredible Shrinking War: The Second World War, Not (Just) the Origins of the Cold War: So what the hell were we fighting for, such a long, long time ago?" Diplomatic History 25.3 (2001): 347–365.
- McKercher, Brian. "Reaching for the Brass Ring: The Recent Historiography of Interwar American Foreign Relations." Diplomatic History 15.4 (1991): 565–598.
- Pederson, William D (2011), 《A Companion to Franklin D. Roosevelt》, Wiley-Blackwell, ISBN 9781444330168, 768 pages; essays by scholars covering major historiographical themes.
- Stoler, Mark A. "World War II diplomacy in historical writing: prelude to cold war." in American Foreign Relations, a historiographical review (1981) pp. 187–206.
  - updated in Stoler, Mark A. "A Half Century of Conflict: Interpretations of US World War II Diplomacy." Diplomatic History 18.3 (1994): 375–403.
- Stoler, Mark A. "The Second World War in US history and memory." Diplomatic History 25.3 (2001): 383–392.

### 주요 자료
- Cantril, Hadley; Strunk, Mildred, 편집. (1951), 《Public Opinion, 1935–1946》, massive compilation of many public opinion polls from the USA; also some from Europe and Canada; online
- Doenecke, Justus D. ed. In Danger Undaunted: The Anti-Interventionist Movement of 1940–1941 as Revealed in the Papers of the America First Committee (Hoover Archival Documentaries, 2013)
- Hull, Cordell. Memoirs (2 vol 1948). online, by the Secretary of State
- Loewenheim, Francis L; Langley, Harold D, 편집. (1975), 《Roosevelt and Churchill: Their Secret Wartime Correspondence》.
- Medoff, Rafael, ed. America and the Holocaust: A Documentary History (U of Nebraska Press, 2022).
- Nixon, Edgar B, 편집. (1969), 《Franklin D Roosevelt and Foreign Affairs》 (3 vol), covers 1933–37. 2nd series 1937–39 available on microfiche and in a 14 vol print edition at some academic libraries.
- Reynolds. David, and Vladimir Pechatnov, eds. The Kremlin Letters: Stalin's Wartime Correspondence with Churchill and Roosevelt (2018) excerpt
- Roosevelt, Franklin D. Development of United States foreign policy. Addresses and messages of Franklin D. Roosevelt (1942) online free
- Roosevelt, Franklin Delano (1945) [1938],  Rosenman, Samuel Irving, 편집., 《The Public Papers and Addresses of Franklin D. Roosevelt》 (public material only (no letters); covers 1928–1945), 13 volumes. online free
- ——— (2005) [1947],  Taylor, Myron C, 편집., 《Wartime Correspondence Between President Roosevelt and Pope Pius XII》 (reprint), Prefaces by 비오 12세 and 해리 트루먼, Kessinger Publishing, ISBN 978-1-4191-6654-9.